# Claudia Sheinbaum
Claudia Sheinbaum Pardo (ur. 24 czerwca 1962 w Meksyku) – meksykańska polityk i samorządowiec, fizyk i inżynier energetyk. W latach 2018–2023 burmistrz miasta Meksyk, od 1 października 2024 roku prezydent Meksyku, jako pierwsza kobieta na tym stanowisku.
Zanim objęła urząd prezydenta Meksyku, Sheinbaum aktywnie angażowała się w służbę publiczną, piastując różne stanowiska kierownicze. Pełniła funkcję burmistrza i zarazem szefa rządu miasta Meksyk od 2018 do 2023 roku, stając się pierwszą wybraną burmistrzynią miasta. Jej administracja priorytetowo traktowała bezpieczeństwo miejskie, inicjatywy środowiskowe i programy społeczne, w tym znaczącą rozbudowę transportu publicznego i systemów wsparcia edukacyjnego Pilares. Podczas swojej kadencji reagowała również na kryzysy, takie jak zawalenie się estakady linii 12 metra i zarządzanie pandemią COVID-19, co przyniosło jej zarówno uznanie, jak i krytykę.
Kariera polityczna Sheinbaum rozpoczęła się w Partii Rewolucyjno-Demokratycznej (PRD). W 2014 roku dołączyła do Partii Odrodzenia Narodowego (Morena), kierowanej przez byłego burmistrza Meksyku w latach 2000–2005 Andrésa Manuela Lópeza Obradora, który w 2018 roku został prezydentem kraju.
W 2024 roku, po uzyskaniu nominacji partyjnej w Morenie, Claudia Sheinbaum zapewniła sobie prezydenturę, pokonując miażdżącą większością kandydatkę Partii Akcji Narodowej (PAN) Xóchitl Gálvez. Pod koniec 2024 roku magazyn „Forbes” umieścił ją na czwartej pozycji na liście najpotężniejszych kobiet na świecie, a magazyn „Time” uznał ją za jedną ze 100 najbardziej wpływowych światowych liderek działających na rzecz środowiska.

## Życiorys
Claudia Sheinbaum Pardo urodziła się 24 czerwca 1962 roku w mieście Meksyk w świeckiej rodzinie żydowskiej pochodzenia litewskiego i bułgarskiego. Jest drugą córką chemika Carlosa Sheinbauma Yoselevitza i biolożki Annie Pardo Cemo. Carlos Sheinbaum należał do społeczności Żydów askenazyjskich, pochodzących z Litwy, którzy przybyli do Meksyku w latach 20. XX wieku. Jego ojciec był kupcem jubilerskim i członkiem Meksykańskiej Partii Komunistycznej. Rodzina kultywowała tradycje żydowskie, m.in. obchodziła ważne święta i podtrzymywała zwyczaje aszkenazyjskie. Annie Pardo, matka Claudii, pochodzi z rodziny zasymilowanych bułgarskich Żydów sefardyjskich. Pardo została pierwszą sefardyjską kobietą w meksykańskim środowisku akademickim. Rodzice Claudii byli aktywni w meksykańskich kręgach lewicowych w latach 60., biorąc udział w protestach, ruchach robotniczych i wystąpieniach studenckich.
Claudia Sheinbaum wyszła za mąż w 1987 roku za Carlosa Imaza Gisperta, członka założyciela Partii Rewolucyjno-Demokratycznej (PRD) i zarządzającego stołeczną dzielnicą Tlalpan w latach 2003–2004. Mają córkę. Rozstali się w 2016 roku. 17 listopada 2023 roku wyszła za mąż za Jesúsa Marię Tarribę, doktora nauk ścisłych z Narodowego Uniwersytetu Autonomicznego Meksyku (UNAM) i byłego kolegę ze studiów.
Brała udział jako członek jury w spotkaniu milenijnym Hispanoamerykanów, w ramach którego odbywał się konkurs niezależnych filmów dokumentalnych „Video Documental Independiente”, które odbyło się w Dystrykcie Federalnym Meksyku między 25 a 30 czerwca 2000 roku.

## Kariera akademicka
Studia ukończyła na Wydziale Naukowym Narodowego Autonomicznego Uniwersytetu Meksyku (UNAM), gdzie w 1989 roku uzyskała licencjat z fizyki za pracę dyplomową „Badanie termodynamiczne domowego pieca opalanego drewnem do użytku wiejskiego”. Na początku lat 90. wyjechała do amerykańskiej Kalifornii, gdzie mieszkała przez cztery lata. Prowadziła wówczas prace badawcze na potrzeby swojego doktoratu na Uniwersytecie Stanforda w latach 1991–1992 oraz w latach 1993–1995 w Lawrence Berkeley National Laboratory na Uniwersytecie Kalifornijskim w Berkeley, za co zostało jej przyznane stypendium przez UNAM. Podczas czteroletniego pobytu pisała artykuły naukowe, w tym prowadziła badania dotyczące zużycia energii i emisji dwutlenku węgla w przemyśle hutniczym w Meksyku. W 1994 roku uzyskała tytuł magistra inżynierii energetycznej na podstawie pracy magisterskiej „Ekonomika efektywnego wykorzystania energii elektrycznej w oświetleniu”. W grudniu 1994 roku jako pierwsza kobieta obroniła doktorat z inżynierii energetycznej na Wydziale Inżynierii UNAM i na podstawie pracy doktorskiej „Trendy i perspektywy energetyki mieszkaniowej w Meksyku”. W tym samym roku dołączyła do kadry naukowej Instytutu Inżynierii UNAM, koncentrując swoją pracę na badaniach, dokumentujących związek między energią a zmianami klimatu.
Jest absolwentką Zaawansowanego Programu Studiów Zrównoważonego Rozwoju i Środowiska (LEAD-Meksyk) w Centrum Studiów Demograficznych, Miejskich i Środowiskowych oraz absolwentką Zaawansowanego Programu Studiów Zrównoważonego Rozwoju w El Colegio de México. Jest również członkinią Krajowego Systemu Badaczy i Meksykańskiej Akademii Nauk. Była doradczynią Narodowej Komisji ds. Oszczędności Energii i Departamentu Studiów Ekonomicznych Federalnej Komisji ds. Energii Elektrycznej (CFE).
Jest starszym badaczem w Instytucie Inżynierii UNAM. W 2007 roku dołączyła do Międzyrządowego Zespołu ds. Zmian Klimatu ONZ (IPCC) w zakresie energetyki i przemysłu jako współautorka tematu „Łagodzenie zmian klimatu” czwartego raportu IPCC. W tym samym roku grupa ta otrzymała Pokojową Nagrodę Nobla, wspólnie z Alem Gorem, „za wysiłki na rzecz budowania i rozpowszechniania większej wiedzy na temat zmian klimatu spowodowanych przez człowieka oraz za stworzenie podstaw do podjęcia niezbędnych środków w celu przeciwdziałania takim zmianom”. W 2013 roku uczestniczyła, wraz z jedenastoma innymi ekspertami, w temacie „przemysł” piątego raportu IPCC.

## Kariera polityczna

### Początki kariery
Podczas studiów na Wydziale Nauk Ścisłych i Humanistycznych na kampusie Sur Sheinbaum zaangażowała się w akcje na rzecz praw młodych ludzi, którzy chcieli wstąpić do UNAM, ale których wnioski odrzucono. Podczas studiów uniwersyteckich była członkiem Samorządu Studentów Uniwersyteckich UNAM, grupy studentów, która stała się później założycielskim skrzydłem młodzieżowym Partii Rewolucyjno-Demokratycznej (PRD).
20 listopada 2000 roku złożono wniosek o włączenie jej do gabinetu szefa rządu miasta Meksyk Andrésa Manuela Lópeza Obradora, w którym 6 grudnia objęła stanowisko sekretarza środowiska Dystryktu Federalnego.
Jako szefowa Sekretariatu kierowała wieloma projektami związanymi z wykorzystaniem energii słonecznej, kontrolą emisji, a także ochroną gleby, realizowanymi wspólnie z rolnikami i mieszkańcami tego obszaru. Ponadto w czasie swojej kadencji odpowiadała za budowę drugiego poziomu obwodnicy Meksyku Anillo Periférico, pierwszej linii szybkiego autobusu miejskiego Metrobús i centrum kontrolującego stacje kontroli pojazdów w obrębie Dystryktu Federalnego.
Do jej osiągnięć w Sekretariacie Środowiska zalicza się m.in. redukcję poziomu zanieczyszczeń powietrza oraz tworzenie gminnych rezerwatów ekologicznych. Ponadto zainicjowano wówczas ambitny program sektoryzacji sieci wody pitnej.
Claudia Sheinbaum zrezygnowała ze stanowiska w maju 2006 roku, aby dołączyć do zespołu kampanii Andrésa Manuela Lópeza Obradora jako jego rzeczniczka w wyborach prezydenckich w 2006 roku. Po porażce z kandydatem Partii Akcji Narodowej (PAN) Felipe Calderónem różnicą 0,48 p.p. López Obrador podważył uczciwość wyborów, wezwał do marszów protestacyjnych oraz powołał tzw. prawowity rząd, w którym Sheinbaum objęła stanowisko szefowej Sekretariatu Obrony Dziedzictwa Narodowego. W kwietniu 2008 roku, pełniąc tę funkcję, wraz z innymi liderkami koordynowała działania Ruchu Obrony Sektora Naftowego. W ramach tego ruchu utworzono brygady kobiet, zwane „Adelitas”, nawiązujące do uczestniczek rewolucji meksykańskiej, które prowadziły intensywne, pokojowe mobilizacje obywatelskie przed Senatem Republiki. Protestowały one przeciwko zbyt krótkiemu czasowi przeznaczonemu na debatę i uchwalenie ustawy dotyczącej reformy energetycznej oraz przeciwko rzekomej próbie prywatyzacji spółki Pemex.
W 2011 roku brała udział w założeniu Partii Odrodzenia Narodowego (Morena) jako stowarzyszenia obywatelskiego. Andrés Manuel López Obrador, wówczas kandydat na prezydenta Meksyku w wyborach w 2012 roku z ramienia Frente Amplio Progresista, uwzględnił ją w propozycji swojego gabinetu, dotyczącej objęcia przez nią stanowiska sekretarza środowiska.

### Burmistrz Tlalpan (2015–2018)

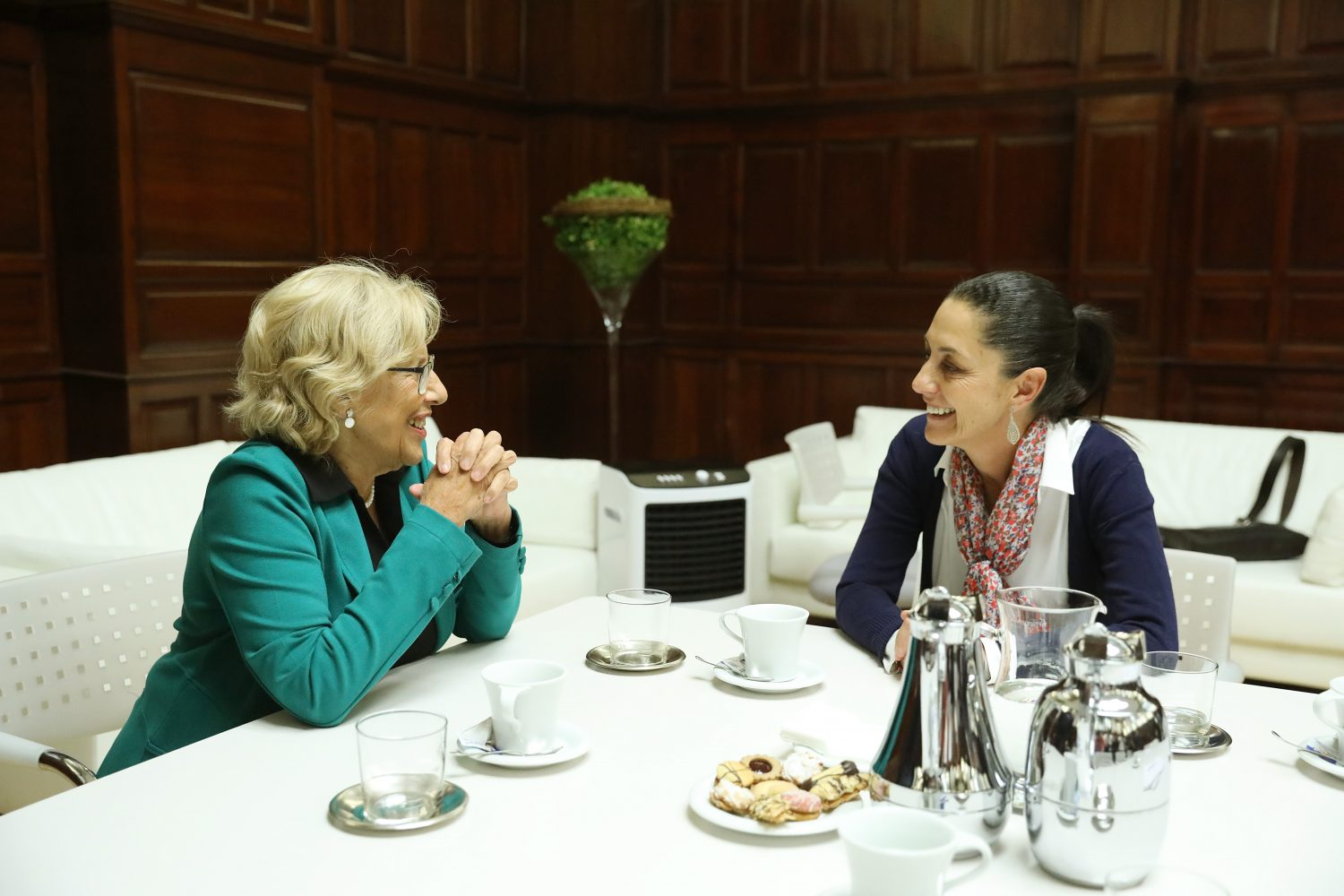
Sheinbaum na spotkaniu z alkad Madrytu Manuelą Carmeną, październik 2018

W 2015 roku Claudia Sheinbaum została pierwszą kobietą wybraną na stanowisko szefa delegacji (odpowiednik burmistrza) dzielnicy Tlalpan Dystryktu Federalnego. W 2017 roku opuściła urząd po wygraniu wewnętrznych prawyborów przed kandydaturą na stanowisko szefa rządu miasta Meksyk przez koalicję Juntos Haremos Historia (pol. Razem Tworzymy Historię), składającą się z partii Ruch Odrodzenia Narodowego (Morena), Partii Pracy (PT) i Partido Encuentro Social (PES).
W lipcu 2018 roku została pierwszą kobietą wybraną na stanowisko szefa rządu miasta Meksyk, wygrywając wybory z wynikiem 47,08% głosów. Claudia Sheinbaum jest drugą kobietą na tym stanowisku, po Rosario Robles, która pełniła tę funkcję tymczasowo w latach 1999–2000.

#### Zburzenie kaplicy
29 kwietnia 2016 roku, podczas pełnienia przez Sheinbaum funkcji szefa delegacji Tlalpan, pracownicy tej delegacji, za zgodą zastępcy dyrektora ds. prawnych i rządowych, José Edwina Ceróna, zburzyli kaplicę z napisem Señor de los Trabajos (pol. Pan pracy), odnoszącym się do Jezusa Chrystusa. Obiekt był szopą z blaszanym dachem, którą parafianie zbudowali wiele lat wcześniej na działce położonej między ulicami Tapakan i Yobain w Colonia Cultura Maya. Kaplica podlegała lokalnej świątyni zwanej Sagrado Corazón de Jesús (pol. Najświętsze Serca Jezusa) pod opieką proboszcza Juana Guillermo Blandóna Péreza, który wskazał Sheinbaum jako osobę odpowiedzialną za rozbiórkę i skomentował, że akcja została przeprowadzona bez uprzedniego powiadomienia władz parafialnych.
Kilka dni po zburzeniu kaplicy ówczesna szefowa delegacji spotkała się z biskupem VI Wikariatu Archidiecezji Meksyku, ks. prałatem Crispínem Ojedą Márquezem, rektorem Uniwersytetu Pedregal Armando Martínezem, i delegacyjnym dyrektorem generalnym ds. robót publicznych w Manuelem Santiago. Na spotkaniu uzgodniono podział nieruchomości na pół, aby zbudować nową kaplicę oraz Centrum Sztuki i Rzemiosła. Pomimo rozwiązania sporu sprawa zburzenia kaplicy w Tlalpan wróciła w 2022 roku w kampanii dezinformacyjnej jako przykład „rozpoczęcia burzenia kościołów” w Meksyku przez rządzącą lewicową partię Morena, do której należała Sheinbaum.

#### Zawalenie się szkoły Enrique Rébsamen

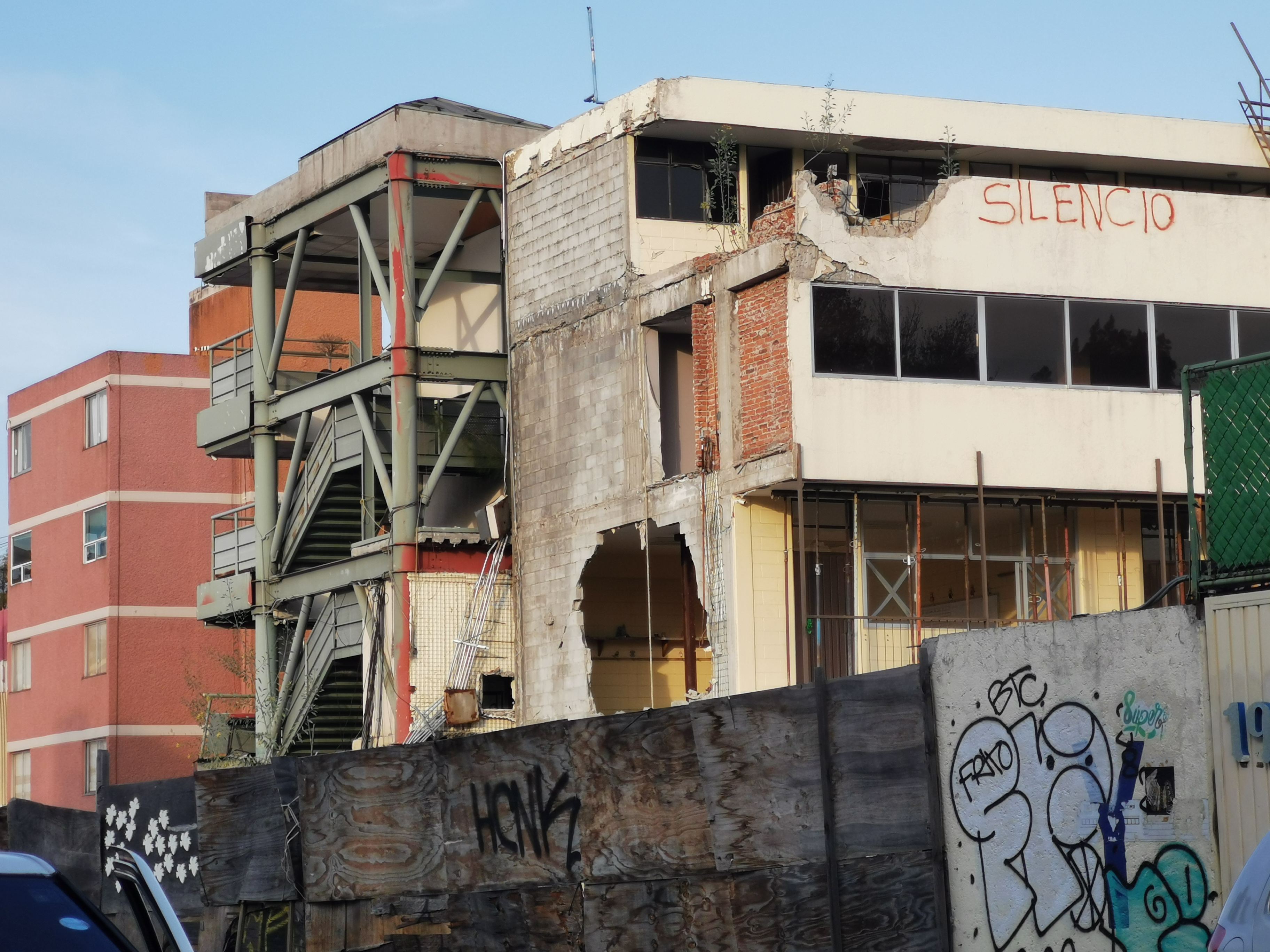
Ruiny szkoły Enrique Rébsamen, grudzień 2021

Colegio Enrique Rébsamen, prywatna szkoła w Tlalpan, zawaliła się podczas trzęsienia ziemi w Puebli 19 września 2017 roku, w wyniku czego zginęło 19 dzieci i 7 dorosłych. We wrześniu 2016 roku, podczas kadencji Sheinbaum, miejski Instytut Weryfikacji Administracyjnej orzekł, że budynek szkoły narusza przepisy dotyczące miejscowego planu zagospodarowania przestrzennego i został zbudowany na wysokość większą niż dozwolona, a właścicielka Mónica García Villegas złożyła do urzędu sfałszowane dokumenty. Sheinbaum spotkała się z krytyką za to, że nie przedstawiła pełnego rozliczenia pozwoleń na użytkowanie gruntów, budowę i działalność szkoły. Enrique Fuentes, prawnik reprezentujący rodziców zmarłych dzieci, stwierdził, że burmistrz miała obowiązek podjęcia działań, ale tego nie zrobiła i pozwoliła szkole kontynuować działalność.
Biuro Prokuratora Generalnego Miasta Meksyk ustaliło, że Claudia Sheinbaum Pardo nie ponosi żadnej odpowiedzialności prawnej za zawalenie się szkoły i poinformowało, że nie wezwano jej do składania zeznań, ponieważ nie stwierdzono żadnej odpowiedzialności w tej sprawie. 2 lutego 2023 roku podczas odsłonięcia pomnika upamiętniającego ofiary szkoły Rébsamen w Alameda del Sur Claudia Sheinbaum złożyła rodzicom publiczne przeprosiny.

### Burmistrz Miasta Meksyk (2018–2023)
1 lipca 2018 roku odbyły się wybory samorządowe, w których Claudia Sheinbaum została wybrana na szefową rządu (burmistrz) Miasta Meksyk. Była prezydent Chile Michelle Bachelet pogratulowała jej jako pierwszej kobiecie, która objęła stanowisko burmistrza Meksyku. 5 grudnia 2018 roku Sheinbaum objęła urząd na sesji plenarnej Kongresu Miasta Meksyk.
Jej administrację cechowała silna współpraca z rządem federalnym ówczesnego prezydenta Lópeza Obradora, który tak jak ona wywodził się z partii Morena. Jednym z największych wyzwań, z jakimi musiał zmierzyć się jej rząd, było zarządzanie pandemią COVID-19. Część meksykańskich komentatorów uznała, że jej wykształcenie naukowe odegrało kluczową rolę we wdrożeniu strategii epidemiologicznej miasta. Pomimo wysokiej śmiertelności w kraju, miasto Meksyk utrzymało stosunkowo niższą śmiertelność dzięki skupieniu się na monitorowaniu zakażeń i testowaniu obywateli.
W pierwszych miesiącach urzędowania burmistrz wsparła prawa osób LGBT poprzez wprowadzenie polityki neutralności płciowej w odniesieniu do mundurków szkolnych. W 2022 roku jako pierwsza burmistrz miasta Meksyk, wzięła udział w miejskim marszu równości.

#### Gospodarka
Jednym ze sztandarowych projektów jej administracji było uruchomienie projektu Vallejo-i w Azcapotzalco. W 2019 roku, wraz z burmistrzem Azcapotzalco z partii Morena, Vidalem Llerenasem Moralesem i sektorem prywatnym, rozpoczęła projekt mający na celu przekształcenie strefy przemysłowej Vallejo w centrum przemysłu niezanieczyszczającego środowiska i zaawansowanych technologii. Pod jej kierownictwem rząd i sektor prywatny zainwestowały w tym obszarze 700 milionów pesos. Obejmowało to budowę Centrum Rozwoju Technologicznego i Innowacji, a także stacji przeładunkowej odpadów i zakładu recyklingu, podkreślając znaczenie zrównoważonego gospodarowania odpadami. Rewitalizacja alei Ceylán była również integralną częścią projektu, z inwestycją w wysokości 200 milionów pesos w poprawę infrastruktury i mobilności tego obszaru.

#### Edukacja
W czasie rządów Sheinbaum w stolicy wdrożono różne programy społeczne, takie jak „Mi Beca para Empezar” (pol. Moje stypendium na start) dla 1,2 miliona uczniów od przedszkola do szkoły średniej, a w 2022 roku ta polityka publiczna została podniesiona do rangi prawa konstytucyjnego w mieście Meksyk. Ponadto na osiedlach, w koloniach i miastach o niższym wskaźniku rozwoju społecznego stworzono centra społecznościowe zwane Pilares, będące przestrzeniami promującymi edukację, szkolenia na rzecz autonomii ekonomicznej, kulturę i sport. Pilares otrzymały nagrodę Construir Igualidad 2020 przyznawaną przez Międzynarodowe Centrum Promocji Praw Człowieka (CIPDH) Organizacji Narodów Zjednoczonych do spraw Oświaty, Nauki i Kultury (UNESCO). Tylko w okresie od stycznia do kwietnia 2022 roku odnotowano 300 tysięcy osób korzystających z centrów, w tym 160 tysięcy aktywnych użytkowników biorących udział w warsztatach oferowanych przez centra. Do 2023 roku utworzono blisko 300 ośrodków Pilares na terenie miasta Meksyk.
W zakresie szkolnictwa wyższego w okresie jej rządów utworzono Instytut Studiów Wyższych im. Rosario Castellanos i Uniwersytet Zdrowia.

#### Transport

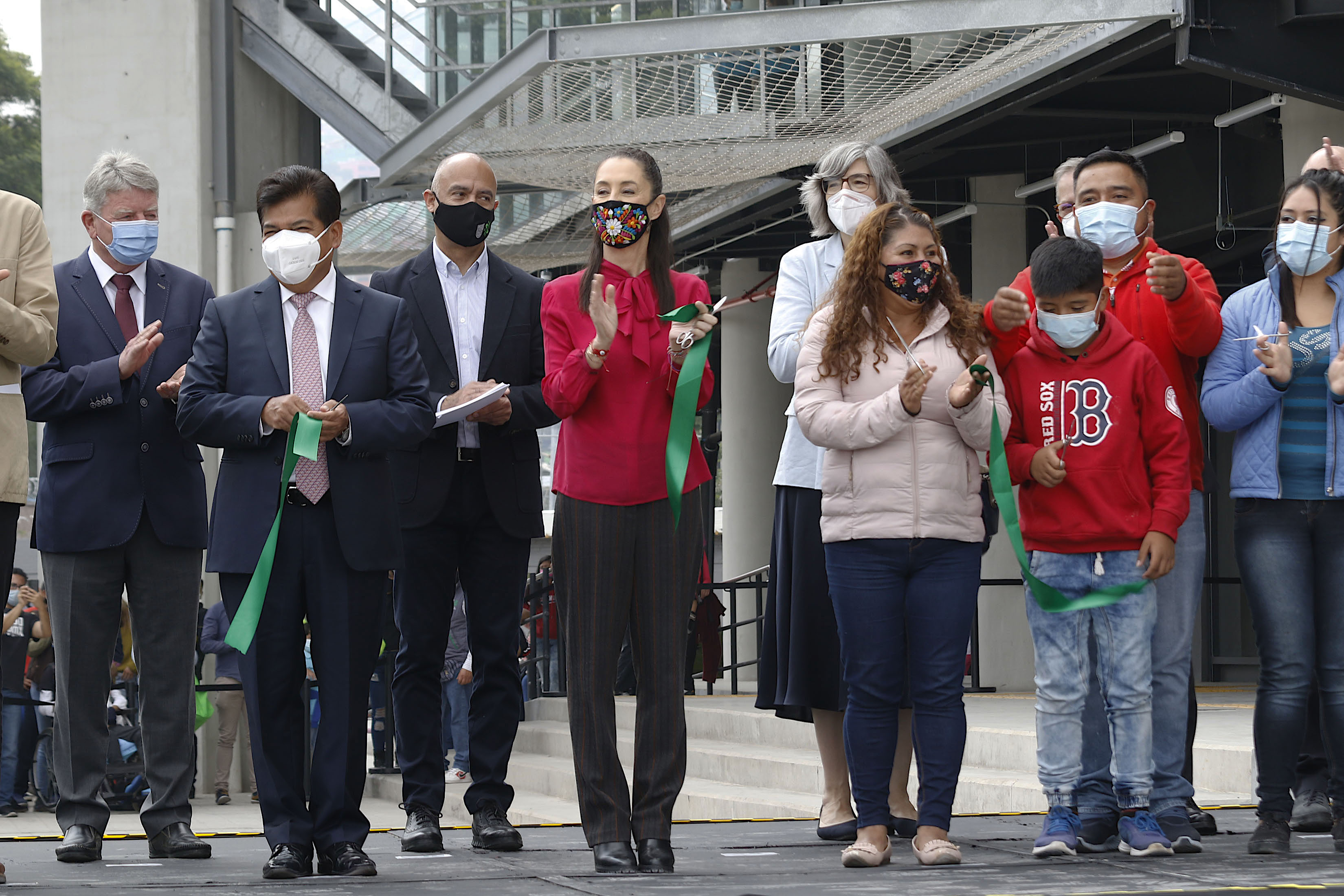
Claudia Sheinbaum na inauguracji pierwszej linii Cablebús, 11 lipca 2021

W swoim przemówieniu inauguracyjnym burmistrz ogłosiła anulowanie umów koncesyjnych na centra transferu modalnego, będącymi rodzajem centrów przeznaczonych dla intermodalnego transportu pasażerskiego na terenie miasta Meksyk. Przyczyną takiego działania był brak odpowiednich regulacji centrów. Ponadto Sheinbaum zobowiązała się do wzmocnienia bezpieczeństwa w transporcie publicznym, unowocześnienia taboru oraz wykorzystania systemu GPS do śledzenia przemieszczania się pojazdów.
Jej polityka transportowa skupiała się na inwestycjach w transport publiczny i modernizację infrastruktury drogowej. Po objęciu urzędu ogłosiła, że największa część inwestycji rządu miasta Meksyk zostanie przeznaczona na transport publiczny. Podczas jej kadencji wdrożono różne projekty infrastruktury transportowej oparte na „osi środowiskowej(…), która zmniejsza emisje powodujące zmianę klimatu”, takie jak system Cablebúsa, estakadowy trolejbus, zakup elektrycznych autobusów Metrobús i wymiana pojazdów przeznaczonych do transportu pasażerskiego na jednostki niskoemisyjnych. Wprowadzono również jedną kartę dla wszystkich systemów transportu publicznego, sieć Metrobús rozszerzono o 33 km, odnowiono część jej floty oraz ogłoszono, że linia 3 będzie całkowicie elektryczna. Ponadto promowano korzystanie z rowerów poprzez uruchamianie nowych stacji rowerowych oraz zwiększenie liczby rowerów dla systemu Ecobici. Od 2019 roku do maja 2022 roku w mieście Meksyk wybudowano 202 km ścieżek rowerowych w porównaniu do 168 km, które powstały w latach 2014–2018.
Z okresie rządzenia stolicą przez Sheinbaum zmodernizowano również linię metra nr 1, co obejmowało wymianę torów, zakup nowych pociągów i wdrożenie nowego systemu sterowania. Ponadto odnowiono tory kolei miejskiej.
Oprócz inwestowania w transport publiczny zapowiedziano budowę wiaduktów, mających poprawić łączność drogową, wśród których najważniejszymi są most Cuemanco łączący Periférico Oriente z Canal Nacional, projekt łączący wewnętrzną obwodnicę z Eje 6 oraz most Las Adelitas łączący wewnętrzną obwodnicę z Gran Canal.
Sheinbaum zmagała się z wieloma wyzwaniami związanymi z transportem, zwłaszcza w ramach metra (hiszp. Sistema de Transporte Colectivo Metro). Od czasu objęcia urzędu w 2018 roku doszło do szeregu incydentów, w tym niektórych śmiertelnych, które podały w wątpliwość bezpieczeństwo i wydajność transportu publicznego w stolicy. Do najważniejszych wydarzeń, które miały miejsce podczas jej kadencji należały:
- katastrofa kolejowa(inne języki) na stacji Tacubaya 10 marca 2020 roku, w wyniku której jedna osoba zginęła, a 41 zostało rannych;
- pożar w Centrum Kontroli Metra(inne języki) 9 stycznia 2021 roku, w wyniku którego jedna osoba zginęła, a 31 zostało rannych;
- zawalenie się nadziemnego odcinka linii 12(inne języki) 3 maja 2021 roku, w wyniku której 26 osób zginęło, a 98 zostało rannych, co stanowi najtragiczniejszy wypadek w historii meksykańskiego metra;
- katastrofa kolejowa linii 3(inne języki) 7 stycznia 2023 roku, w wyniku której jedna osoba zginęła, a 57 zostało rannych[78][79].

Sheinbaum spotkała się z krytyką za sposób zarządzania budżetem transportu publicznego. Choć burmistrz oświadczyła, że nie było żadnych cięć i że zasoby dla metra zostały zwiększone, dane budżetowe wykazały wahania w alokacji środków na różne systemy transportowe w latach 2018–2023.
Inne projekty infrastrukturalne, takie jak przedłużenie linii 12 do Observatorio, budowa międzymiastowego pociągu Meksyk–Toluca i linii 3 Cablebús, pozostały niedokończone w momencie jego rezygnacji w celu ubiegania się o nominację prezydencką swojej partii.

#### Bezpieczeństwo

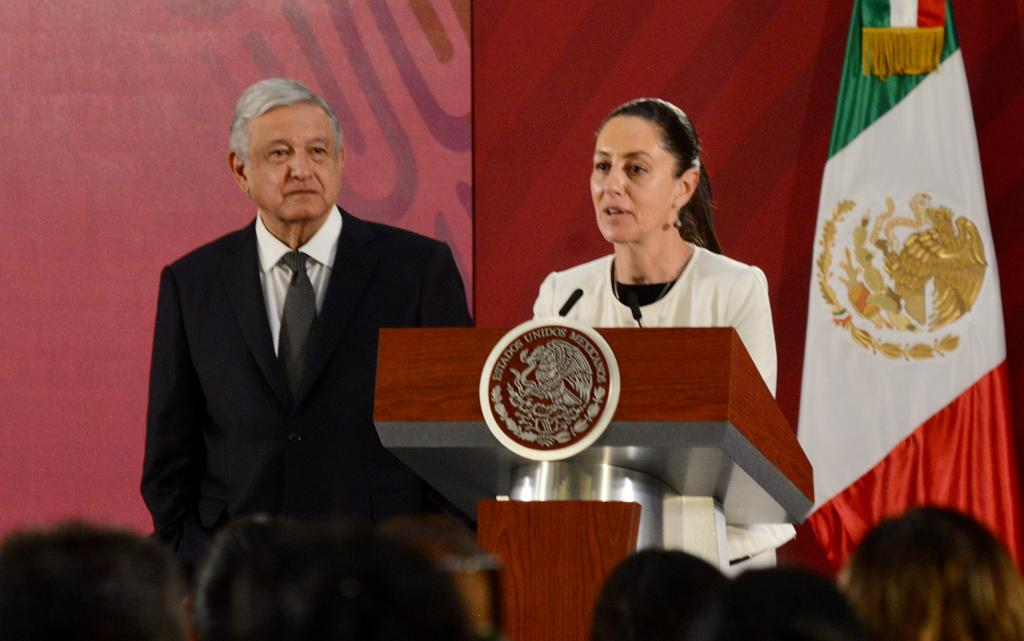
Burmistrz miasta Meksyk Claudia Sheinbaum i prezydent Meksyku Andrés Manuel López Obrador, 25 listopada 2019

Po objęciu urzędu Sheinbaum zapowiedziała znaczące zmiany w bezpieczeństwie publicznym w mieście Meksyk. Rozkazała wycofanie korpusu grenadierów, „aby spełnić jedno z żądań ruchu studenckiego z 1968 roku”, a następnie przeniesienie elementów policji do nowych grup skupionych na obronie mieszkańców, które nie były dotychczas zorientowane na „represje wobec ludności”, odnosząc się do masakry z 1968 roku. Mając wizję wzmocnienia bezpieczeństwa na lokalnym szczeblu, jej administracja skupiła się na przywróceniu i wzmocnieniu koordynacji między pomniejszymi jednostkami terytorialnymi w stolicy, co zostało osłabione przez poprzedni rząd miasta Meksyk.
W swojej strategii poprawy bezpieczeństwa Sheinbaum przedstawiła cztery podstawowe filary, których celem było „przywrócenie pokoju i bezpieczeństwa mieszkańcom miasta”. Podejście to nie tylko miało na celu zwalczanie przemocy, ale także zajęcie się jej przyczynami, integrując tę wizję z polityką edukacyjną, taką jak tworzenie centrów społecznościowych Pilares, mających na celu wzmocnienie tkanki społecznej i zapobieganie przestępczości.
Podczas pełnienia funkcji burmistrza Sheinbaum musiała stawić czoła licznym wyzwaniom w zakresie bezpieczeństwa. Za jej rządów doszło do rezygnacji Jesúsa Orty, szefa Sekretariatu Bezpieczeństwa Obywatelskiego, któremu podlegała policja miasta Meksyk, oraz wydania nakazu jego aresztowania pod zarzutem korupcji w czasie, gdy służył w Policji Federalnej. Okres rządów Sheinbaum charakteryzowała również ucieczka trzech więźniów z kartelu Sinaloa i zabójstwo Ingrid Escamilli, które wstrząsnęło społeczeństwem z powodu upublicznienia zdjęć zbrodni.
W ramach wdrożonych strategii z zakresu bezpieczeństwa, na pierwszy plan wysuwa się mianowanie w październiku 2019 roku Omara Garcíi Harfucha na stanowisko nowego Sekretarza Bezpieczeństwa Obywatelskiego. Podczas pełnienia funkcji przez Garcíę Harfucha odnotowano ogólny spadek liczby pospolitych przestępstw, w tym umyślnych zabójstw i różnych rodzajów kradzieży, przypisując ten sukces wdrożeniu przez niego wywiadu taktycznego i operacyjnego, a także koordynacji działań z Biurem Prokuratora Generalnego Miasta Meksyk. Jednak eksperci ds. bezpieczeństwa zasugerowali, że na te liczby mogła mieć wpływ zmiana dynamiki społecznej spowodowana pandemią COVID-19, a nie skuteczność strategii bezpieczeństwa.

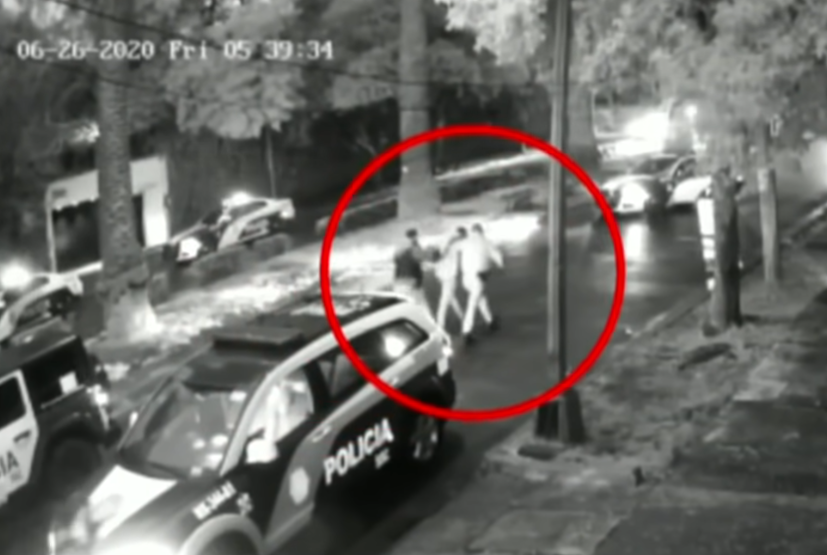
Aresztowanie jednego z napastników, którzy zaatakowali Omara Garcíę Harfucha, 26 czerwca 2020. Obraz został uchwycony przez kamerę telewizji przemysłowej

26 czerwca 2020 roku o godz. 6:38 czasu lokalnego, 9 członków kartelu Jalisco Nueva Generación dokonało zamachu na Garcíę Harfucha, gdy ten jechał główną stołeczną aleją Paseo de la Reforma. W wyniku ataku García Harfuch odniósł trzy rany postrzałowe niezagrażające jego życiu. Na miejscu zasadzki zginęło jednak dwóch ochroniarzy sekretarza oraz kobieta. W związku z zamachem zatrzymano czternaście osób.

##### Przemoc ze względu na płeć
W listopadzie 2019 roku Sheinbaum ogłosiła alarm dotyczący przemocy ze względu na płeć w mieście Meksyk, co było bezpośrednią odpowiedzią na nawoływania o zwrócenie uwagi na przemoc wobec kobiet. Decyzji tej towarzyszyło utworzenie infolinii SOS *765 i powstanie 710 kilometrów bezpiecznych ścieżek pod hasłem „Chodź swobodnie, chodź bezpiecznie”, zaprojektowanych w celu zagwarantowania bezpieczeństwa kobietom poruszającym się po mieście.

##### Dobrowolne rozbrojenie
Za rządów Sheinbaum uruchomiono program „Tak dla rozbrojenia, tak dla pokoju” (hiszp. Sí al desarme, sí a la paz), którego celem było znaczące zmniejszenie liczby broni palnej w rękach ludności cywilnej, a co za tym idzie, ograniczenie przestępstw z nią związanych. Program ten umożliwiał obywatelom anonimową wymianę broni nabytej legalnie lub nielegalnie na gotówkę. Pod kierownictwem Sheinbaum w ramach programu udało się odzyskać łącznie 6546 sztuk broni, z czego 1315 to broń długa. Ponadto wdrożono inicjatywę skierowaną do chłopców i dziewcząt, w ramach której zabawkową broń wymieniano na zabawki edukacyjne.

##### Walka z przestępczością zorganizowaną
Od grudnia 2006 roku, gdy prezydent Meksyku Felipe Calderón rozpoczął wojnę przeciwko kartelom narkotykowym, w kraju zaobserwowano znaczny wzrost liczby zgonów spowodowanych przemocą, a tendencja ta utrzymywała się w kolejnych latach. W tym okresie w mieście Meksyk zmniejszyła się skala pospolitych przestępstw, takich jak napaści i rabunki, a zaczęto zmagać się z działalnością zorganizowanych grup przestępczych zajmujących się handlem narkotykami.
Administracja Sheinbaum skupiła swoje wysiłki na walce z grupami przestępczymi, takimi jak kartel Jalisco Nueva Generación, Unión Tepito i Fuerza Anti Unión, doprowadzając do aresztowania kilku ich liderów. Analitycy uznali, że działania te wykazały skuteczność strategii wywiadowczej wdrożonej przez Garcíę Harfucha.
Kolejnym ważnym punktem było stopniowe rozmieszczanie Gwardii Narodowej w mieście Meksyk. Ekspert ds. bezpieczeństwa, przestępczości zorganizowanej, handlu bronią i polityki narkotykowej, prof. Carlos Pérez Ricart uznał, że polityka bezpieczeństwa miała pozytywny wpływ na redukcję przestępczości i poprawę percepcji bezpieczeństwa przez mieszkańców stolicy, jednocześnie podkreślił, że nie ma wystarczających dowodów, aby określić skuteczność Gwardii Narodowej w ograniczaniu skali przemocy i że jej obecność na ulicach mogła mieć większy wpływ na prewencję kryminalną niż na samo zwalczanie przestępczości zorganizowanej.

#### Zarządzanie kryzysowe

##### Odpowiedź na pandemię COVID-19

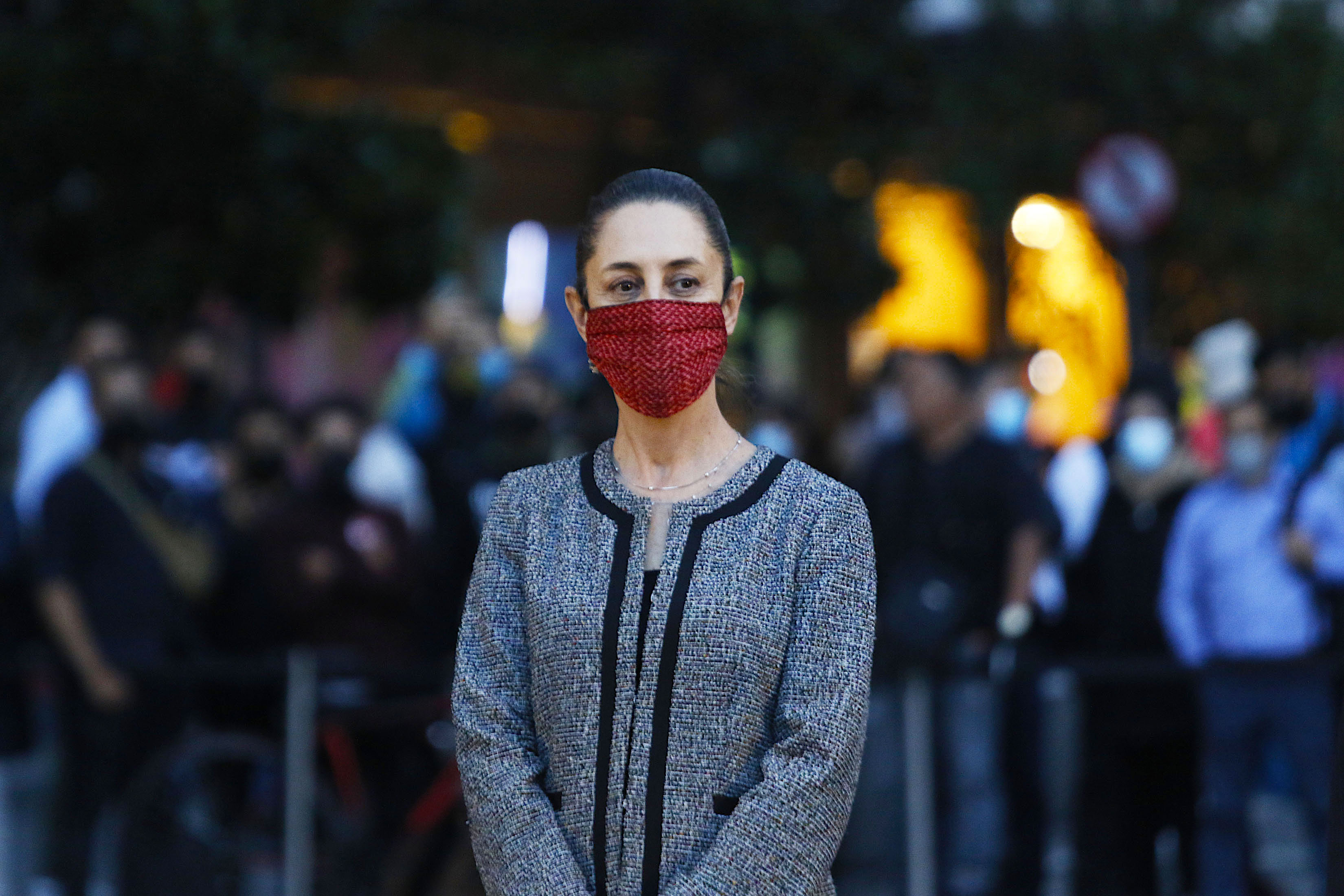
Claudia Sheinbaum z maseczką na twarzy podczas pandemii COVID-19 w Meksyku, 12 sierpnia 2021 roku

W obliczu zagrożenia zdrowotnego związanego z COVID-19 rząd Claudii Sheinbaum wdrożył strategię zapobiegania, łagodzenia, radzenia sobie i kontrolowania skutków pandemii dla zdrowia i gospodarki we wszystkich sektorach ludności dystryktu federalnego. Na początku kwietnia 2021 roku w mieście Meksyk osiągnięto jeden z najwyższych wskaźników zaszczepień na świecie. Za zarządzanie pandemią miasto Meksyk zostało wyróżnione przez UNESCO nagrodą „Netexplo Linking Cities 2021”.

##### Zawalenie się nadziemnego odcinka linii 12 metra

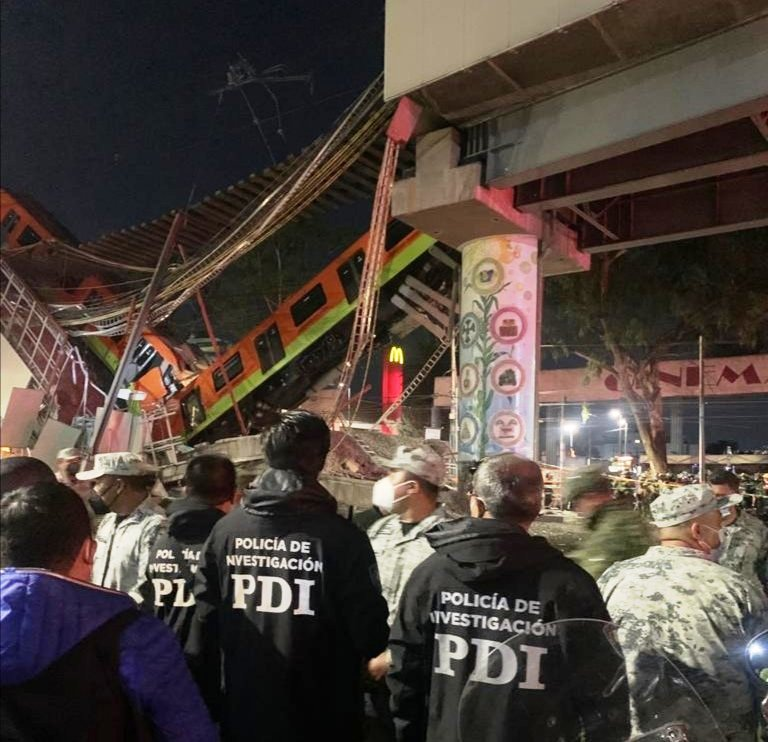
Śledczy na miejscu zdarzenia w noc zawalenia się konstrukcji

3 maja 2021 roku o godz. 22:22 w dzielnicy Tláhuac, w poniedziałek doszło do zawalenia się kilku filarów podtrzymujących konstrukcję, części torów i dwóch wagonów nadziemnej części linii 12 („Złotej Linii”) metra w Meksyku, między stacjami Olivos i Tezonco, nad aleją Tláhuac, na granicy dzielnic Iztapalapa i Tláhuac. W wyniku wypadku zginęło 26 osób, a 98 zostało rannych. Był to najtragiczniejszy wypadek w historii meksykańskiego metra.
Inauguracja linii 12 odbyła się 30 października 2012 roku, a uczestniczyli w niej ówczesny szef rządu miasta Meksyk, Marcelo Ebrard Casaubon i ówczesny prezydent Meksyku, Felipe Calderón Hinojosa. 4 maja 2021 roku Marcelo Ebrard oświadczył, że prace zostały ostatecznie ukończone w lipcu 2013 roku po siedmiomiesięcznych przeglądach i wyraził gotowość do udzielenia odpowiedzi i współpracy w przypadku jakichkolwiek żądań ze strony władz.
Norweska firma Det Norske Veritas (DNV), odpowiedzialna za badanie przyczyn zawalenia się, wykryła, że jeden z filarów, który zawalił się w wyżej wymienionym dniu, miał uszkodzenia konstrukcyjne jeszcze przed trzęsieniem ziemi z 19 września 2017 roku, co spowodowało dalsze uszkodzenia na podwyższonym odcinku linii, który uległ katastrofie.
28 czerwca 2021 roku dyrektor generalna metra w Meksyku Florencia Serranía Soto, która objęła stanowisko 5 grudnia 2018 roku, została zwolniona przez Claudię Sheinbaum. 15 stycznia 2023 roku ponownie otwarto odcinek metra linii 12 obejmujący dziewięć stacji, które od katastrofy były wyłączone z użytku. Ponowne otwarcie zostało potwierdzone certyfikatem wydanym przez międzynarodową firmę TÜV Rheinland oraz Radę Konsultacyjną ds. Metra.

### Kampania prezydencka (2024)

#### Nominacja

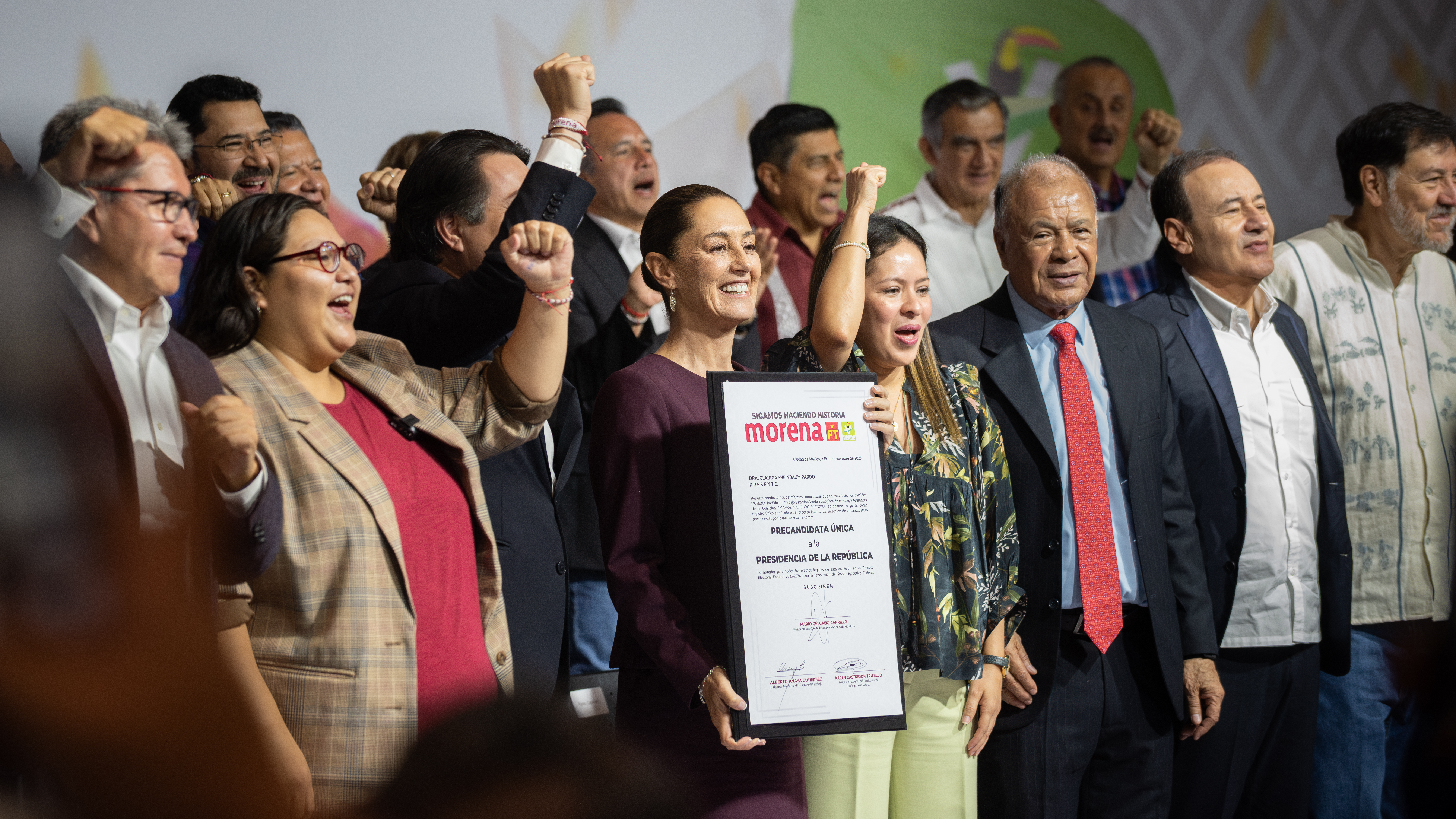
Sheinbaum pokazująca certyfikat potwierdzający jej kandydaturę na prezydenta Meksyku w ramach koalicji Sigamos Haciendo Historia, 19 listopada 2023

12 czerwca 2023 roku Sheinbaum ogłosiła, że 16 czerwca zrezygnuje ze stanowiska szefowej rządu miasta Meksyk, aby móc wziąć udział w wewnętrznym procesie wyborczym mającym na celu wyłonienie faktycznego kandydata na prezydenta z koalicji Juntos Haremos Historia (pol. Razem Tworzymy Historię), składającej się z Ruchu Odrodzenia Narodowego (Morena), Partii Pracy (PT) i Zielonej Ekologistycznej Partii Meksyku (PVEM).
Wewnętrzny proces wyborczy w ramach koalicji składał się z pięciu głosowań przeprowadzonych między 28 sierpnia a 4 września. 6 września Sheinbaum została ogłoszona zwycięzcą, zdobywając 39,38% głosów, pokonując swojego najbliższego przeciwnika, byłego ministra spraw zagranicznych Marcelo Ebrarda, o około trzynaście punktów procentowych. 19 listopada 2023 roku Sheinbaum zarejestrowała się jako jedyna kandydatka wstępna koalicji wyborczej Sigamos Haciendo Historia (pol. Twórzmy Dalej Historię). Jej rejestracja została później sformalizowana w Narodowym Instytucie Wyborczym (INE) 18 lutego 2024 roku.

#### Wybory generalne

Sheinbaum na inauguracji swojej kampanii na Zócalo w Meksyku, 1 marca 2024

1 marca 2024 roku Claudia Sheinbaum rozpoczęła kampanię na placu Zócalo, przedstawiając swoje propozycje i podkreślając zaangażowanie w kontynuowanie polityki Czwartej Transformacji rozpoczętej przez prezydenta Andrésa Manuela Lópeza Obradora, również wywodzącego się z partii Morena. Kandydatka zobowiązała się zatwierdzić osiemnaście reform konstytucyjnych zaproponowanych przez Lópeza Obradora na początku roku, w tym zwiększenie płacy minimalnej powyżej poziomu inflacji, podniesienie programów socjalnych do rangi prawa konstytucyjnego i wybieranie członków władzy sądowniczej w głosowaniu powszechnym. Zaproponowała również powtórzenie swojej miejskiej strategii bezpieczeństwa w całym Meksyku, wdrożenie nowych programów socjalnych dla uczniów od przedszkola do liceum, a także dla kobiet w wieku od 60 do 64 lat oraz wprowadzenie poprawki do konstytucji, aby zapobiec reelekcji na jakiekolwiek wybieralne stanowisko.
Podczas debat i kampanii Sheinbaum została oskarżona przez Xóchitl Gálvez, kandydatkę opozycyjnej koalicji Fuerza y Corazón por México (pol. Siła i Serce dla Meksyku), składającej się z Partii Akcji Narodowej (PAN), Partii Rewolucyjno-Instytucjonalnej (PRI) i Partii Rewolucyjno-Demokratycznej (PRD), o odpowiedzialność za zawalenie się Colegio Rébsamen podczas trzęsienia ziemi w Puebli w 2017 roku, zawalenie się estakady linii 12 metra w 2021 roku i nadmierną liczbę zgonów podczas pandemii COVID-19 w Meksyku.
Różne sondaże zgodnie wskazywały, że Sheinbaum miała znaczną przewagę nad swoją główną przeciwniczką, Xóchitl Gálvez. Podczas trzech debat prezydenckich wielu komentatorów chwaliło jej spokojne zachowanie w obliczu prowokacji ze strony Gálvez.
Wybory prezydenckie odbyły się 2 czerwca 2024 roku, a Sheinbaum została ogłoszona jako zwyciężczyni w wyniku szybkiego policzenia głosów przez INE o 11:50 CST, co uczyniło ją prezydentem elektem jeszcze w dniu głosowania. 6 czerwca ostateczne podliczenie głosów potwierdziło, że Sheinbaum wygrała z przewagą 32 punktów procentowych, uzyskując 59,76% głosów. Z poparciem 35 mln 925 tys. wyborców uzyskała największą liczbę głosów, jaką kiedykolwiek oddano na kandydata w historii demokracji w Meksyku, wygrywając w 31 z 32 stanów. Ponadto w głosowaniu odnotowano najwyższą frekwencję wyborczą w wyborach prezydenckich od czasu wyborów federalnych w 1982 roku.

#### Przekazanie władzy

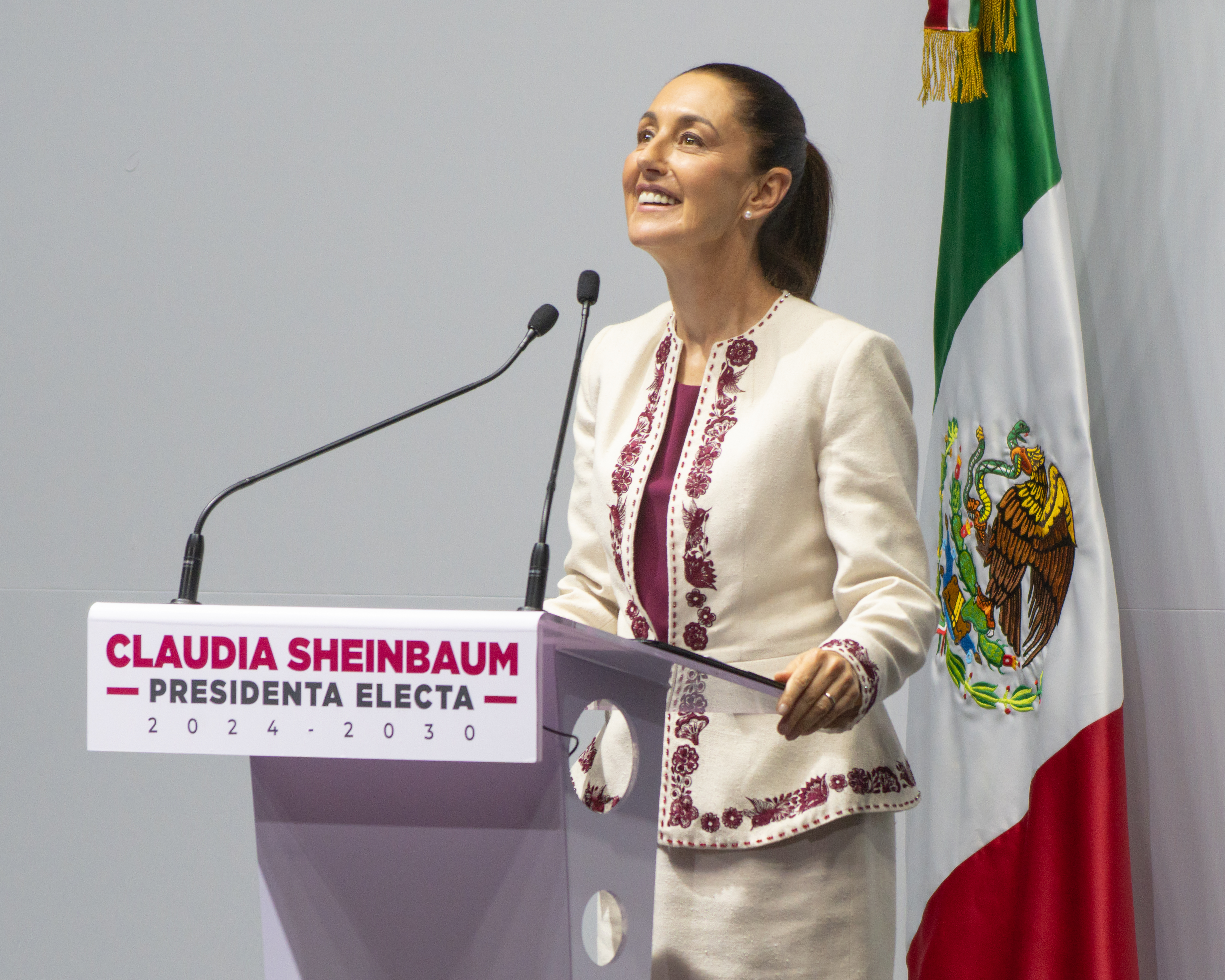
Sheinbaum podczas wydarzenia z okazji formalnego ogłoszenia jej prezydentem elektem Meksyku, 15 sierpnia 2024

Po zwycięstwie wyborczym Claudia Sheinbaum spotkała się z prezydentem Lópezem Obradorem, aby nakreślić plan przekazania władzy prezydenckiej i program legislacyjny na pierwsze miesiące swojego urzędowania. Szczegółowo opisała, że wśród jej priorytetów znajdą się nowe programy socjalne dla uczniów szkół podstawowych i kobiet w wieku od 60 do 64 lat, modyfikacje systemu emerytalnego dla pracowników sektora publicznego i zakaz reelekcji na jakiekolwiek wybieralne stanowisko. Podczas gdy Sheinbaum wyraziła poparcie dla reformy sądownictwa przygotowanej przez rząd Lópeza Obradora, zgodziła się utworzyć dziewięć forów dyskusyjnych, aby omówić jej najbardziej kontrowersyjne aspekty.
20 czerwca Sheinbaum ogłosiła pierwsze nominacje do swojego gabinetu, które zostały ujawnione w sześciu etapach. Na początku sierpnia spotkała się z gubernatorami i gubernatorami elektami, aby przedstawić kluczowe projekty w ramach swojego budżetu na rok 2025. Sheinbaum zobowiązała się również kontynuować poranne konferencje prasowe wprowadzone przez Lópeza Obradora, znane jako Las Mañaneras, które rozpoczynają się o godzinie 7:00 CST.
1 września, po inauguracji LXVI kadencji, Kongres zatwierdził w całości lub w części kilka obietnic wyborczych Lópeza Obradora wynikających z „Planu C”. Kontrowersyjna reforma sądownictwa i przeniesienie Gwardii Narodowej pod zarząd Ministerstwa Obrony Narodowej zostały zatwierdzone przez obie izby, natomiast podwyżki płacy minimalnej powyżej poziomu inflacji i podniesienie niektórych programów socjalnych do rangi konstytucyjnej zostały zaakceptowane jedynie przez Izbę Deputowanych.
22 września Claudia Sheinbaum zrezygnowała z członkostwa w Morenie, pozostawiając po sobie dziesięciopunktowy plan mający na celu utrzymanie jedności partii.

### Prezydent Meksyku (od 2024)

#### Inauguracja

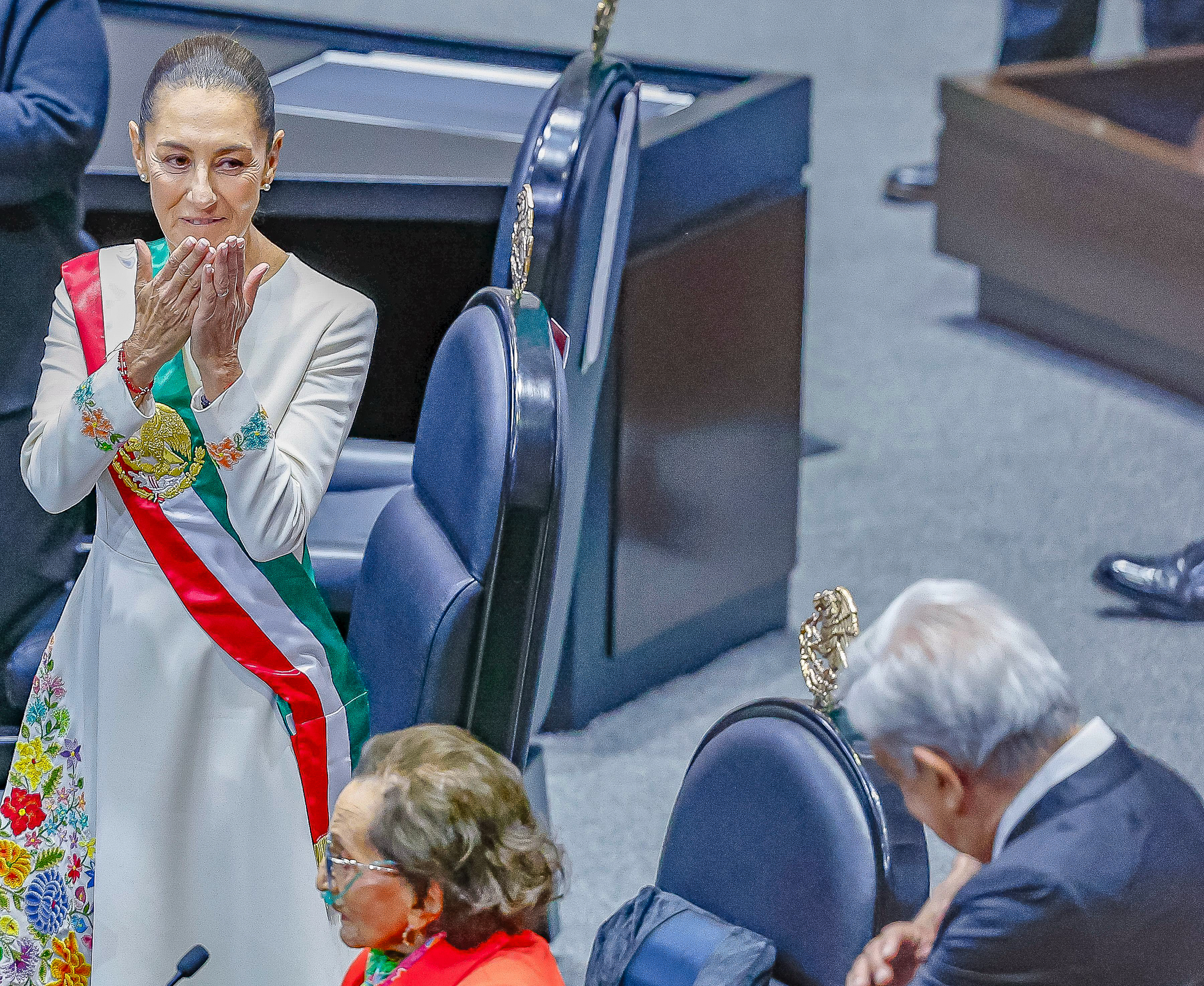
Claudia Sheinbaum z meksykańską szarfą prezydencką podczas swojej inauguracji 1 października 2024. W środku Ifigenia Martínez, a w prawym dolnym rogu Andrés Manuel López Obrador

Claudia Sheinbaum została zaprzysiężona na prezydenta Meksyku 1 października 2024 roku, stając się pierwszą osobą pochodzenia żydowskiego i pierwszą Meksykanką na tym stanowisku od czasu, gdy kobiety uzyskały prawo głosu w 1953 roku. Szarfę prezydencką wręczyła jej Ifigenia Martínez, przewodnicząca Kongresu i czołowa postać meksykańskiej lewicy. W swoim przemówieniu przed Kongresem Sheinbaum podziękowała Lópezowi Obradorowi, podkreśliła swój historyczny wybór jako pierwszej kobiety na urząd prezydenta, obiecała odpowiedzialną politykę fiskalną i uspokoiła zagranicznych inwestorów.
W jej inauguracji wzięło udział 105 przedstawicieli z różnych krajów, w tym 16 głów państw i 23 delegatów organizacji międzynarodowych. Wśród uczestników znaleźli się prezydent Brazylii Luiz Inácio Lula da Silva, prezydent Chile Gabriel Boric, prezydent Kolumbii Gustavo Petro, były prezydent Niemiec Christian Wulff, kandydatka na prezydenta Ekwadoru Luisa González i pierwsza dama Stanów Zjednoczonych Jill Biden. Król Hiszpanii Filip VI nie został zaproszony, co wywołało kontrowersje. Sheinbaum stwierdziła, że było to spowodowane brakiem odpowiedzi przez króla na list, który López Obrador napisał i wysłał do niego w 2019 roku, w którym prezydent Meksyku zażądał uznania krzywd mających miejsce podczas hiszpańskiego podboju Meksyku w XVI wieku. Spór doprowadził do bojkotu inauguracji prezydenckiej Sheinbaum przez rząd hiszpański.

#### Polityka wewnętrzna

##### Polityka socjalna

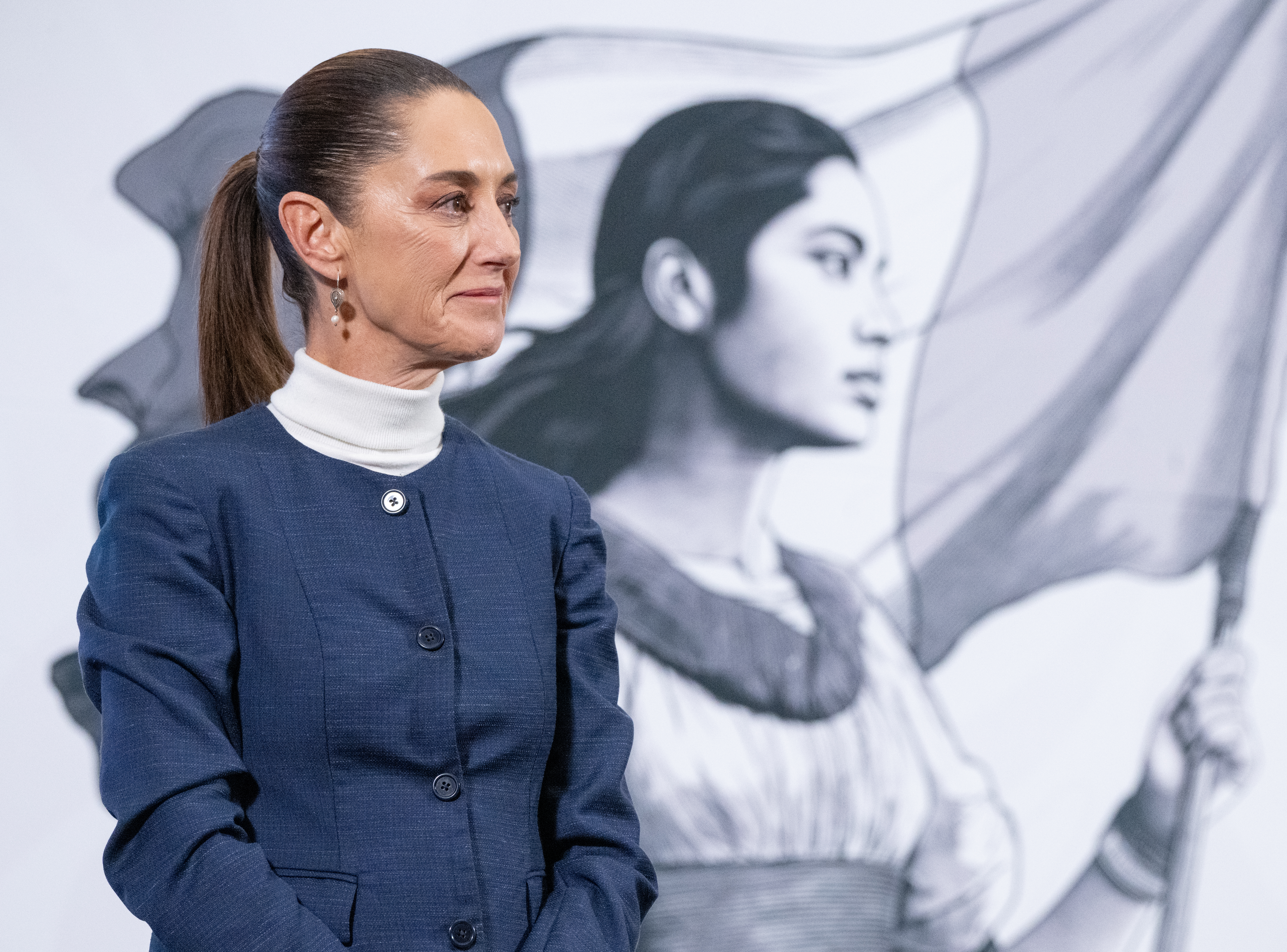
Claudia Sheinbaum w lutym 2025

W pierwszym miesiącu urzędowania prezydent ogłosiła przedstawienie nowego programu socjalnego, który zaczął obowiązywać od początku 2025 roku – emerytury socjalnej dla kobiet (hiszp. Pensión Mujeres Bienestar), stwierdzając, że jego celem ma być zapewnianie codwumiesięcznej pomocy finansowej kobietom w wieku od 60 do 64 lat. Zmieniła również nazwę stypendium Benito Juáreza na powszechne stypendium im. Rity Cetiny Gutiérrez i rozszerzyła program z zamiarem zapewnienia codwumiesięcznego wsparcia finansowego wszystkim rodzinom z dziećmi uczącymi się w publicznym systemie edukacji podstawowej.
22 października 2024 roku Sheinbaum ogłosiła fuzję państwowych przedsiębiorstw związanych z produkcją i sprzedażą żywności Segalmex i Diconsa w Alimentación para el Bienestar (pol. Żywność dla dobrobytu), którego celem jest wspieranie małych lokalnych producentów, oferowanie wysokiej jakości produktów w przystępnych cenach i przyczynianie się do zwiększenia samowystarczalności żywnościowej Meksyku. Dzięki fuzji ponad 24 500 sklepów Diconsa, obecnych w 90% gmin kraju, ma zostać zreorganizowanych, odnowionych i przemianowanych na Tiendas del Bienestar para Generar Felicidad (pol. Sklepy dobrobytu, które generują szczęście).

##### Przestępczość i walka z narkotykami
Sheinbaum powtórzyła, że zależy jej na uniknięciu nowej wojny z narkotykami z licznymi pozasądowymi zabójstwami i podkreśliła, że zamierza kontynuować strategię swojego poprzednika zwaną Abrazos, no balazos (pol. uściski, nie kule). Oświadczyła, że skupi się na zapobieganiu, działaniach wywiadowczych i obecności władz, tak jak robiła to, gdy była szefową rządu miasta Meksyk.
1 października 2024 roku po inauguracji, prezydent Claudia Sheinbaum mianowała do swojego rządu Omara Garcíę Harfucha na Sekretarza Bezpieczeństwa i Ochrony Cywilnej Meksyku. Tego samego dnia przedstawił on nową strategię bezpieczeństwa narodowego opierającą się na czterech filarach:
- skupienie się na przyczynach przemocy i przestępczości;
- konsolidacja Gwardii Narodowej;
- wzmocnienie koordynacji między agencjami bezpieczeństwa na trzech szczeblach władzy (miejskim, stanowym i federalnym);
- utworzenie Narodowego Systemu Wywiadowczego[171].

Kilka tygodni przed jej inauguracją na urząd prezydenta, na początku września 2024 roku, w Sinaloa wybuchł gwałtowny konflikt między dwiema frakcjami kartelu z Sinaloa. W odpowiedzi po objęciu władzy Sheinbaum wysłała grupę zadaniową złożoną z żołnierzy armii meksykańskiej, członków Gwardii Narodowej i agentów Narodowego Centrum Wywiadu, aby zająć się przemocą. Schwytanych zostało kilku wysoko postawionych członków kartelu, w tym „El Caño” i „El Max”. W trakcie strzelaniny, w której zginęło 19 członków kartelu, Sheinbaum broniła zabójstw jako prawa armii do obrony. Działania grupy zadaniowej nadzorował sekretarz bezpieczeństwa, który na początku października razem z sekretarzem obrony narodowej Ricardo Trevillą Trejo pojechał do Culiacán, będącego epicentrum konfliktu.
W ciągu pierwszych trzech miesięcy urzędowania rząd Sheinbaum podjął znacząco więcej działań na rzecz zwalczania przestępczości zorganizowanej niż jej poprzednik w analogicznym okresie. Liczba operacji przeciwko grupom przestępczym wzrosła z 29 do 202, liczba zatrzymań zwiększyła się z 31 do 7720, a liczba zatrzymanych sztuk broni wzrosła z 26 do 3000. Przez pierwsze trzy miesiące urzędowania Sheinbaum skonfiskowano 665 ton narkotyków w porównaniu do 31 ton z czasów pierwszych trzech miesięcy urzędowania Lópeza Obradora. Jednocześnie liczba zabójstw w kraju spadła z 8591 do 7288 osób.
14 marca García Harfuch poinformował, że władze stanowe i federalne przeprowadziły wspólną akcję w Tecate w Kalifornii Dolnej, w wyniku której przejęto 42 kilogramy fentanylu i 7 kilogramów heroiny o rynkowej wartości 340 milionów pesos. W akcji zatrzymano także trzech członków kartelu z Sinaloa.

##### Energetyka
30 października 2024 roku Sheinbaum opublikowała poprawkę do konstytucji, która ponownie ustanawiała Federalną Komisję ds. Energii Elektrycznej (CFE) oraz Pemex jako podmioty publiczne, skutecznie odwracając znaczną część reformy energetycznej z 2013 roku. Poprawka nakazała, aby CFE utrzymywała 54% udziału w wytwarzaniu energii elektrycznej, a pozostałe 46% było zarządzane przez firmy prywatne na regulowanych warunkach, aby priorytetowo traktować potrzeby publiczne nad zyskami.

##### Infrastruktura
Na początku prezydentury Sheinbaum zobowiązała się do dalszej rozbudowy meksykańskiej sieci kolei pasażerskich, wydając poprawkę do konstytucji, która przywróciła meksykańskiemu państwu prawo do korzystania z linii kolejowych do przewozu pasażerów. W październiku 2024 roku ogłosiła rozpoczęcie budowy dwóch głównych linii kolejowych: linii Meksyk–Pachuca, która połączy międzynarodowe lotnisko Felipe Ángeles z Pachucą, oraz linii Meksyk–Querétaro, która połączy miasto Meksyk z lotniskiem Querétaro.
Sheinbaum kontynuuje praktykę swojego poprzednika, polegającą na zatrudnianiu Korpusu Inżynierii Wojskowej Ministerstwa Obrony Narodowej do realizacji rządowych projektów infrastrukturalnych.

##### Sprawy społeczne
2 października 2024 roku podczas swojej pierwszej porannej konferencji prasowej upamiętniła setki ofiar masakry w Tlatelolco z 2 października 1968 roku.

##### Reforma rządu

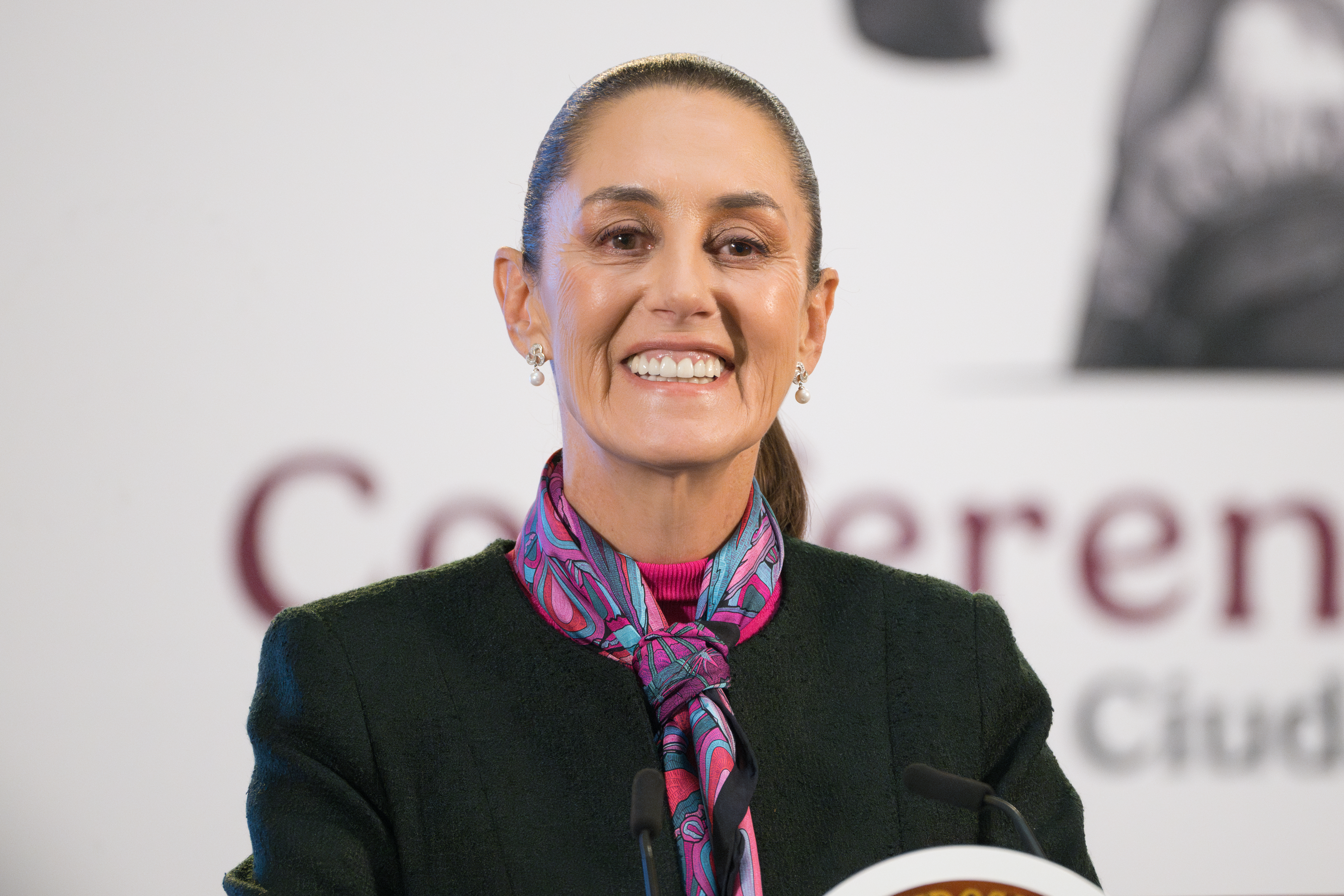
Sheinbaum w czasie porannej konferencji prasowej, 11 października 2024

Po objęciu urzędu Sheinbaum otwarcie poparła projekt ustawy o reformie sądownictwa, zatwierdzony przez Andrésa Manuela Lópeza Obradora w ostatnich tygodniach jego urzędowania, pomimo trwających zmagań prawnych mających na celu uchylenie projektu. Gdy Sąd Najwyższy przygotowywał się do wydania orzeczenia w sprawie ustawy, Sheinbaum stwierdziła, że władza sądownicza nie ma uprawnień do wprowadzania zmian w konstytucji. 31 października 2024 roku jej rząd opublikował ustawę ustanawiającą nadrzędność konstytucyjną, ograniczającą prawne zastrzeżenia dotyczące zmian w konstytucji wyłącznie do podstaw proceduralnych.
1 listopada 2024 roku Sheinbaum złożyła w Kongresie wniosek, mający na celu wprowadzenie zmian w strukturze rządu Meksyku. Zmiany objęły utworzenie Sekretariatu (ministerstwa) ds. Kobiet, który zastąpił Narodowy Instytut Kobiet; Sekretariatu Nauki, Humanistyki, Technologii i Innowacji, który zastąpił Narodową Radę Nauk Humanistycznych, Nauk i Technologii; oraz utworzenie nowej Agencji Transformacji Cyfrowej i Telekomunikacji. Sekretariat Służby Publicznej został przekształcony w Sekretariat ds. Zwalczania Korupcji i Dobrego Rządzenia, przejmując obowiązki i uprawnienia Narodowego Instytutu Przejrzystości, Dostępu do Informacji i Ochrony Danych Osobowych (INAI). Zmiany weszły w życie 1 stycznia 2025 roku.

#### Polityka zagraniczna

##### Relacje ze Stanami Zjednoczonymi
W październiku 2024 roku wznowiono stosunki z ambasadorem USA, które zostały zawieszone z powodu jego krytyki wobec meksykańskiej reformy sądownictwa. Sheinbaum opisała nowe protokoły dyplomatyczne zaznaczając, że ambasador Ken Salazar powinien komunikować się z Ministerstwem Spraw Zagranicznych Meksyku w celu interakcji z rządem federalnym, a nie jak wcześniej bezpośrednio z członkami rządu Meksyku. 6 listopada Sheinbaum pogratulowała prezydentowi elektowi Stanów Zjednoczonych Donaldowi Trumpowi zwycięstwa w wyborach prezydenckich.
Po objęciu władzy przez Donalda Trumpa w styczniu 2025 roku nowy prezydent zapowiedział wojnę handlową z Kanadą i Meksykiem. 1 lutego Trump podpisał trzy rozporządzenia wykonawcze nakładające 25-procentowe cła na wszystkie towary z Meksyku i Kanady z wyjątkiem kanadyjskiego eksportu ropy naftowej i energii, na który nałożono 10-procentowe cło. Meksykański eksport energii miał być objęty pełnym 25-procentowym cłem. Ponadto rozporządzenia zawierały klauzulę zezwalającą Stanom Zjednoczonym na zwiększenie swoich ceł, jeśli kraje odpowiedzą własnymi cłami lub innymi środkami odwetowymi.
Trump powiedział, że cła mają na celu zmniejszenie deficytu handlowego USA z Kanadą i Meksykiem oraz zmuszenie obu krajów do zabezpieczenia granic z USA przed nielegalną imigracją i nielegalnym przemytem fentanylu. Sheinbaum oraz premier Kanady Justin Trudeau nazwali cła USA nieuzasadnionymi.
Sheinbaum rozmawiała z Trumpem pod koniec listopada 2024 roku, aby złagodzić jego groźby celne. Trump powiedział, że Sheinbaum zgodził się na „faktyczne zamknięcie” granicy między Meksykiem a USA, aby uniknąć taryf; Sheinbaum zaprzeczyła temu, ale powiedziała, że „nie będzie potencjalnej wojny celnej”. Po tym, jak Trump podpisał dekrety wykonawcze nakładające 25-procentowe taryfy, Sheinbaum powiedziała, że Meksyk wdroży środki odwetowe taryfowe i pozataryfowe przeciwko Stanom Zjednoczonym. Powiedziała, że odwet będzie „obroną interesów Meksyku”. Sheinbaum nie sprecyzowała, jakie towary amerykańskie mają być celem odwetu Meksyku, chociaż doniesienia medialne twierdziły, że Meksyk przygotowywał możliwe taryfy odwetowe w wysokości od 5 do 20 procent na wieprzowinę, ser, produkty, stal i aluminium; doniesienia twierdziły również, że Meksyk zamierzał zwolnić przemysł motoryzacyjny z taryf.
W wyniku sporu ze Stanami Zjednoczonymi rząd Meksyku i lokalne przedsiębiorstwa wzmocniły kampanię „Made in Mexico” w celu promowania krajowych produktów. Niektórzy Meksykanie wzywali do bojkotu produktów amerykańskich po początkowej groźbie wprowadzenia ceł przez Trumpa. Sondaż przeprowadzony przez meksykański ośrodek Buendía & Márquez wykazał, że w połowie lutego 2025 roku 80% Meksykanów miało negatywną opinię o Trumpie, co stanowi wzrost w porównaniu z 66% na początku stycznia. Wskaźnik aprobaty dla Sheinbaum również wzrosły, osiągając rekordowe 80–85% poparcia dla meksykańskiej prezydent.
Marcelo Ebrard, meksykański sekretarz gospodarki, nazwał cła Trumpa „rażącym naruszeniem” umowy pomiędzy Stanami Zjednoczonymi Ameryki, Meksykańskimi Stanami Zjednoczonymi i Kanadą (USMCA), która w 2020 roku zastąpiła Północnoamerykański Układ o Wolnym Handlu (NAFTA). Sheinbaum odpowiedziała również na oskarżenia Trumpa, że prezydent ma sojusz z meksykańskimi kartelami narkotykowymi, nazywając to „oszczerstwem”. 1 lutego powiedziała, że Meksyk zachowa „chłodną głowę” w swoich działaniach odwetowych i zaproponowała powołanie grupy zadaniowej z USA, która zajmie się problemami Trumpa z Meksykiem, i powiedziała, że „problemy nie są rozwiązywane przez nakładanie ceł”.
Po wejściu w życie amerykańskich taryf 4 marca Sheinbaum powiedziała, że 9 marca ogłosi środki zaradcze Meksyku, w tym cła odwetowe. Jako powód swojej opóźnionej odpowiedzi podała plany rozmowy z Trumpem w ciągu kilku dni. Sheinbaum powiedziała, że jeśli taryfy będą nadal obowiązywać, Meksyk „skontaktuje się z Kanadą i innymi krajami” i będzie mógł szukać partnerów handlowych innych niż Stany Zjednoczone lub zmienić sojusze handlowe „w razie potrzeby”.
Trump i Sheinbaum rozmawiali przez telefon 6 marca. Sheinbaum rozpoczęła rozmowę od przedstawienia Trumpowi swoich wysiłków na rzecz zabezpieczenia granicy Meksyku z USA i walki z handlem fentanylem, sugerując mu, że taryfy utrudnią jej uzasadnienie współpracy z USA przed krajową opinią publiczną. Wysłała Trumpowi wykres pokazujący, jak drastycznie spadła liczba konfiskat fentanylu na granicy od czasu przybycia 10 tysięcy żołnierzy Gwardii Narodowej. Podczas rozmowy Trump pochwalił Sheinbaum i zapytał ją o opinię na temat Trudeau, nazywając ją „szczęściarą” po tym, jak odpowiedziała, że rzadko rozmawiają. Podczas gdy Trump początkowo odmówił zniesienia taryf, pod koniec ich rozmowy amerykański prezydent zaproponował wyłączenia dla wielu meksykańskich towarów.
Po rozmowie z Sheinbaum Trump opublikował w mediach społecznościowych deklarację, że opóźni taryfy na wszystkie towary zgodne z USMCA – które według urzędników USA stanowią 50 procent amerykańskiego importu z Meksyku – do 2 kwietnia „z szacunku” dla Sheinbaum i podziękował jej za jej „ciężką pracę i współpracę”. Chwilę później Sheinbaum napisała na Twitterze, że ona i Trump odbyli „doskonałą i pełną szacunku” rozmowę i podziękowała Trumpowi, mówiąc, że oboje „zgodzili się, że ich praca i współpraca przyniosły bezprecedensowe rezultaty”.

##### Napięcia w relacjach z Ekwadorem
3 lutego 2025 roku prezydent Ekwadoru Daniel Noboa zapowiedział, że nałoży 27-procentowe cło na produkty importowane z Meksyku. Ekwador przez poprzednie lata próbował wynegocjować umowę handlową z Meksykiem, co było niezbędnym krokiem w kierunku przystąpienia do bloku Sojuszu Pacyfiku, którego członkami oprócz Meksyku są Chile oraz sąsiadujące z Ekwadorem Kolumbia i Peru. Mimo zaawansowanych rozmów, negocjacje zostały zawieszone decyzją administracji ówczesnego prezydenta Meksyku Andrésa Manuela Lópeza Obradora.
Relacje między oboma krajami uległy pogorszeniu, gdy 5 kwietnia 2024 roku ekwadorska policja wkroczyła do ambasady Meksyku w Quito i aresztowała byłego wiceprezydenta Jorge Glasa, który schronił się tam w grudniu 2023 roku, aby uniknąć kary za ciążące na nim zarzuty korupcyjne. Po szturmie Meksyk zerwał stosunki dyplomatyczne z Ekwadorem. Następnego dnia Nikaragua również zerwała stosunki z tym krajem w geście solidarności z Meksykiem. O chłodnych relacjach z władzami w Quito może świadczyć także fakt zaproszenia opozycyjnej kandydatki na prezydenta Ekwadoru Luisy González na inaugurację prezydencką Sheinbaum oraz nieobecność prezydent na listopadowym XXIX Szczycie Iberoamerykańskim w ekwadorskiej Cuency.

##### Wojna Izraela z Hamasem
12 października 2024 roku prezydent Meksyku wyraziła poparcie dla rozwiązania dwupaństwowego, podkreślając, że uznanie zarówno Izraela, jak i Palestyny jest konieczne do osiągnięcia pokoju na Bliskim Wschodzie. Sheinbaum potępiła także atak Hamasu na Izrael 7 października 2023 roku, późniejszą izraelską przemoc wobec Strefy Gazy i inne akty agresji w regionie. Podobnie jak jej poprzednik, Sheinbaum zachowała postawę neutralności i wezwała Organizację Narodów Zjednoczonych do bardziej proaktywnej roli na rzecz rozwiązywania konfliktów.

##### Wojna rosyjsko-ukraińska
W czasie porannej konferencji prasowej 17 lutego 2025 roku Sheinbaum zapowiedziała rozważenie propozycji jej poprzednika Andrésa Manuela Lópeza Obradora, dotyczącej zaangażowania Meksyku w zakończenie wojny rosyjsko-ukraińskiej. Plan jej poprzednika zakładał powołanie komisji przy ONZ w celu zakończenia wojny, z udziałem Sekretarza Generalnego, António Guterresa; papieża Franciszka i premiera Indii Narendry Modiego.

##### Spotkania międzynarodowe

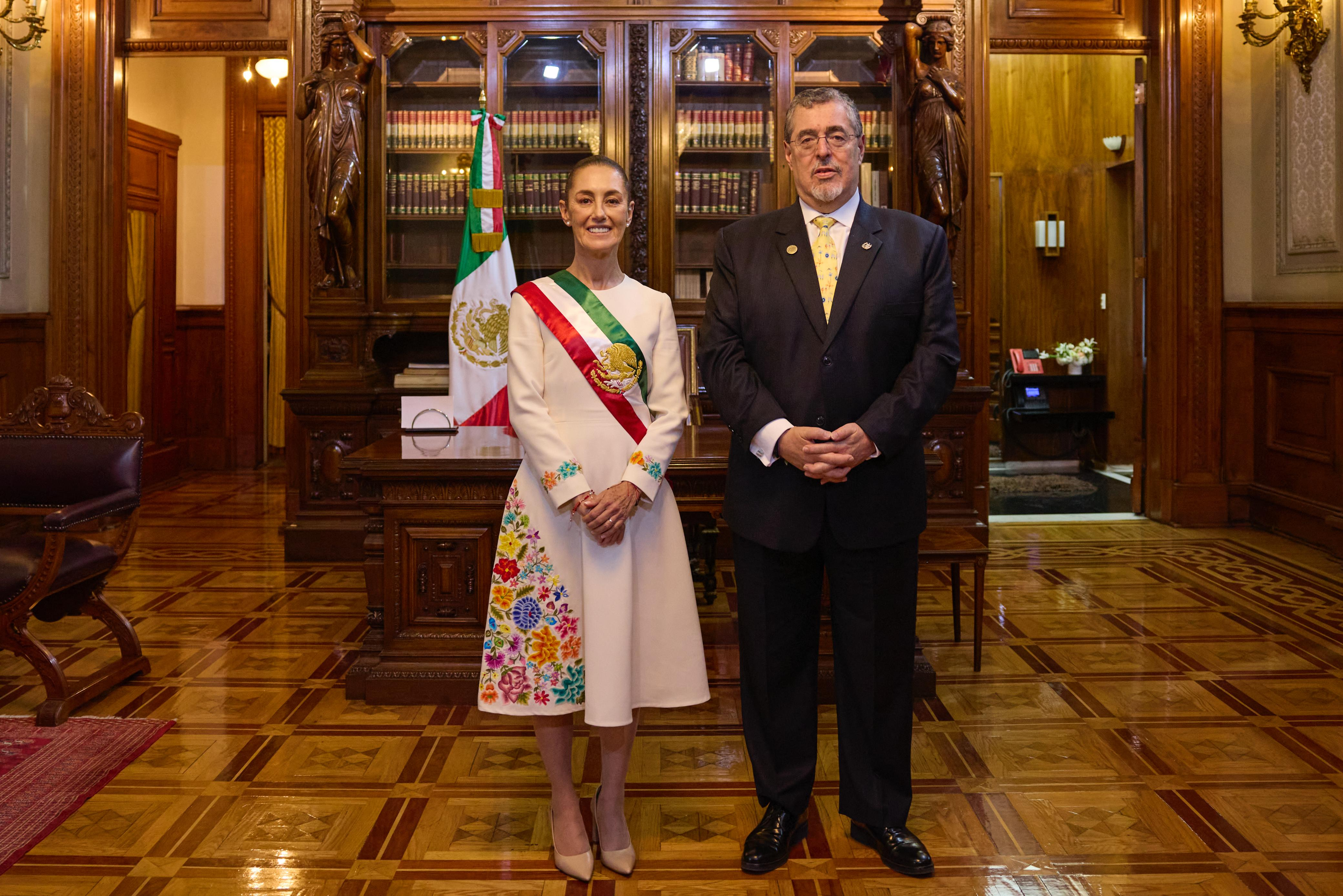
Claudia Sheinbaum z prezydentem sąsiedniej Gwatemali Bernardo Arévalo, 1 października 2024

Pierwsze spotkania, które Claudia Sheinbaum odbyła jako głowa państwa ze swoimi zagranicznymi odpowiednikami, miały miejsce w czasie jej inauguracji. Na wydarzeniu obecni byli Juan Antonio Briceño (Belize), Luis Arce (Boliwia), Luiz Inácio Lula da Silva (Brazylia), Gabriel Boric (Chile), Roosevelt Skerrit (Dominika), Luis Abinader (Dominikana), Nana Akufo-Addo (Ghana), Bernardo Arévalo (Gwatemala), Xiomara Castro (Honduras), Gustavo Petro (Kolumbia), Miguel Díaz-Canel (Kuba), Muhammad al-Manfi (Libia), Santiago Peña (Paragwaj), Buszraja Hammudi Bajun (Sahara Zachodnia) i Philip J. Pierre (Saint Lucia).
Pierwsza podróż zagraniczna prezydent Meksyku miała miejsce w listopadzie 2024 roku, kiedy udała się do Rio de Janeiro w Brazylii, aby wziąć udział w 19. szczycie szefów państw i rządów G20. Prezydent zaproponowała na nim przeznaczenie jednego procenta światowych wydatków wojskowych na globalny program ponownego zalesiania, mający na celu złagodzenie skutków globalnego ocieplenia. Zasugerowała również reformę Rady Bezpieczeństwa ONZ, aby rozszerzyć reprezentację państw Afryki, Ameryki Łacińskiej i państw wyspiarskich. Równolegle ze szczytem odbyła spotkania z różnymi liderami, w tym z Prabowo Subianto z Indonezji, Yoon Suk-yeolem z Korei Południowej, Recepem Tayyipem Erdoğanem z Turcji, Anthonym Albanese z Australii, Joe Bidenem ze Stanów Zjednoczonych, Justinem Trudeau z Kanady, Xi Jinpingiem z Chińskiej Republiki Ludowej, Gustavo Petro z Kolumbii, Phạm Minh Chínhem z Wietnamu, Emmanuelem Macronem z Francji, Gabrielem Boriciem z Chile i gospodarzem Luizem Inácio Lulą da Silvą.
W ramach tradycyjnych szczytów głów państw i rządów, w których zazwyczaj uczestniczą meksykańscy przywódcy, w listopadzie 2024 roku odbyły się dwa szczyty, w których nie wzięła udziału prezydent Sheinbaum. Po pierwsze, w dniach od 12 do 15 listopada, odbył się XXIX Szczyt Iberoamerykański w Cuenca w Ekwadorze. Meksyk nie wysłał na uroczystość żadnego przedstawiciela ze względu na pogorszenie się stosunków między nim a krajem gospodarzem. Następnie, między 15 a 16 listopada, odbył się Szczyt Liderów APEC w peruwiańskiej Limie. Podsekretarz ds. handlu międzynarodowego w Ministerstwie Gospodarki, Luis Rosendo Gutiérrez, został wysłany jako przedstawiciel z powodu dystansu, jaki powstał między Meksykiem a krajem gospodarzem od czasu obalenia w grudniu 2022 roku prezydenta Pedro Castillo. Jednakże oba spotkania międzynarodowe charakteryzowały się nieobecnością Sheinbaum także z powodu nakładania się dat tych dwóch spotkań i wspomnianego szczytu G-20.

## Publikacje naukowe
Claudia Sheinbaum jest autorką ponad stu publikacji specjalistycznych oraz książki na temat m.in. energetyki, środowiska i zrównoważonego rozwoju:
- Claudia Sheinbaum Pardo: Problemática ambiental de la Ciudad de México. Limusa-Instituto de Ingeniería, UNAM, 2008, s. 309. ISBN 978-607-5-00049-7. (hiszp.).
- S. Meyers, Claudia Sheinbaum Pardo, J. Sathaye. Transportation energy use in Mexico. „OSTI”. 23 (1), s. 225–252, 1994. DOI: 10.2172/10180670. (ang.).
- L. Ozawa, Claudia Sheinbaum Pardo. Energy use and CO2 emissions for Mexico’s cement industry. „Energy”. 23 (9), s. 725–732, 1998. DOI: 10.1016/S0360-5442(98)00022-X. (ang.).
- O. Masera, Claudia Sheinbaum Pardo. Mitigating Carbon Emissions while Advancing National Development Priorities: The Case of Mexico. „Climatic Change”. 47 (3), s. 259–282, 2000. DOI: 10.1023/A:1005610923555. (ang.).
- Leticia Ozawa, Claudia Sheinbaum Pardo, Nathan Martin, Ernst Worrell. Energy use and CO2 emissions in Mexico’s iron and steel industry. „Energy”. 27 (3), s. 225–239, 2002. DOI: 10.1016/S0360-5442(01)00082-2. (ang.).
- R. Friedmann, Claudia Sheinbaum Pardo. Mexican electric end-use efficiency: Experiences to date. „Annual Review of Energy and the Environment”. 23 (1), s. 225–252, 2003. DOI: 10.1146/annurev.energy.23.1.225. (ang.).
- J. Rosas, Claudia Sheinbaum Pardo, D. Morillón. The structure of household energy consumption and related CO2 emissions by income group in Mexico. „Energy for Sustainable Development”. 14 (2), s. 127–133, 2010. DOI: 10.1016/j.esd.2010.04.002. (ang.).
- B.J. Ruíz Mendoza, Claudia Sheinbaum Pardo. Electricity sector reforms in four Latin-American countries and their impact on carbon dioxide emissions and renewable energy. „Energy Policy”. 38 (11), s. 6755–6766, 2010. DOI: 10.1016/j.enpol.2010.06.046. (ang.).
- B.J. Ruíz Mendoza, Claudia Sheinbaum Pardo, Leticia Ozawa. Energy consumption and related CO2 emissions in five Latin American countries: Changes from 1990 to 2006 and perspectives. „Energy”. 36 (6), s. 3629–3638, 2011. DOI: 10.1016/j.energy.2010.07.023. (ang.).
- Juan Carlos Solís Ávila, Claudia Sheinbaum Pardo. Consumo de energía y emisiones de CO 2 del autotransporte en México y escenarios de mitigación. „Revista internacional de contaminación ambiental”, s. 147–149, 2016. ISSN 0188-4999. (hiszp.).
- María Elena Huesca Pérez, Claudia Sheinbaum Pardo, Johann Köppel. Social implications of siting wind energy in a disadvantaged region – The case of the Isthmus of Tehuantepec, Mexico. „enewable and Sustainable Energy Reviews”. 58, s. 952–965, 2016. DOI: 10.1016/j.rser.2015.12.310. (ang.).
- Claudia Sheinbaum Pardo. Decomposition analysis from demand services to material production: The case of CO2 emissions from steel produced for automobiles in Mexico. „Applied Energy”. 174, s. 245–255, 2016. DOI: 10.1016/j.apenergy.2016.04.107. (ang.).
- Samuel A. Martínez Montejo, Claudia Sheinbaum Pardo. The impact of energy efficiency standards on residential electricity consumption in Mexico. „Energy for Sustainable Development”. 32, s. 50–61, 2016. DOI: 10.1016/j.esd.2016.02.010. (ang.).
- Mariana Imaz, Claudia Sheinbaum Pardo. Science and technology in the framework of the sustainable development goals. „World Journal of Science”. 14 (2), s. 50–61, 2016. DOI: 10.1108/WJSTSD-04-2016-0030. (ang.).
- Diego Chatellier-Lorentzen, Claudia Sheinbaum Pardo. Assessing the Impacts of Final Demand on CO2-eq Emissions in the Mexican Economy: An Input-Output Analysis. „Energy and Power Engineering”. 9, s. 40–54, 2017. DOI: 10.4236/epe.2017.91004. (ang.).
- JC Rojas-Cárdenas, Claudia Sheinbaum Pardo, A. Hasanbeigi, L. Price. Energy efficiency in the Mexican iron and steel industry from an international perspective. „Journal of Cleaner Production”. 158, s. 335–348, 2017. DOI: 10.1016/j.jclepro.2017.04.092. (ang.).

## Nagrody i odznaczenia
- Czwarte miejsce na liście najpotężniejszych kobiet na świecie magazynu „Forbes” (2024)[226]
- Miejsce na liście wśród 100 najbardziej wpływowych światowych liderek działających na rzecz środowiska magazynu „Time” (2024)[227]
- Medal za znaczący wkład w zrównoważony rozwój przyznawany przez Nobel Sustainability Trust (2024)[228]
- Nagroda Jesúsa Silvy Herzoga za rozwiązywanie problemów rozwojowych[229]
- Nagroda dla Młodego Naukowca od Narodowego Uniwersytetu Autonomicznego Meksyku za innowacje technologiczne[229]
- Wyróżnienie Sor Juana Inés de la Cruz[230]